# Список рыб и круглоротых Украины
Рыбы и круглоротые Украины — список видов лучепёрых рыб и миног, которые были зарегистрированы на территории Украины.

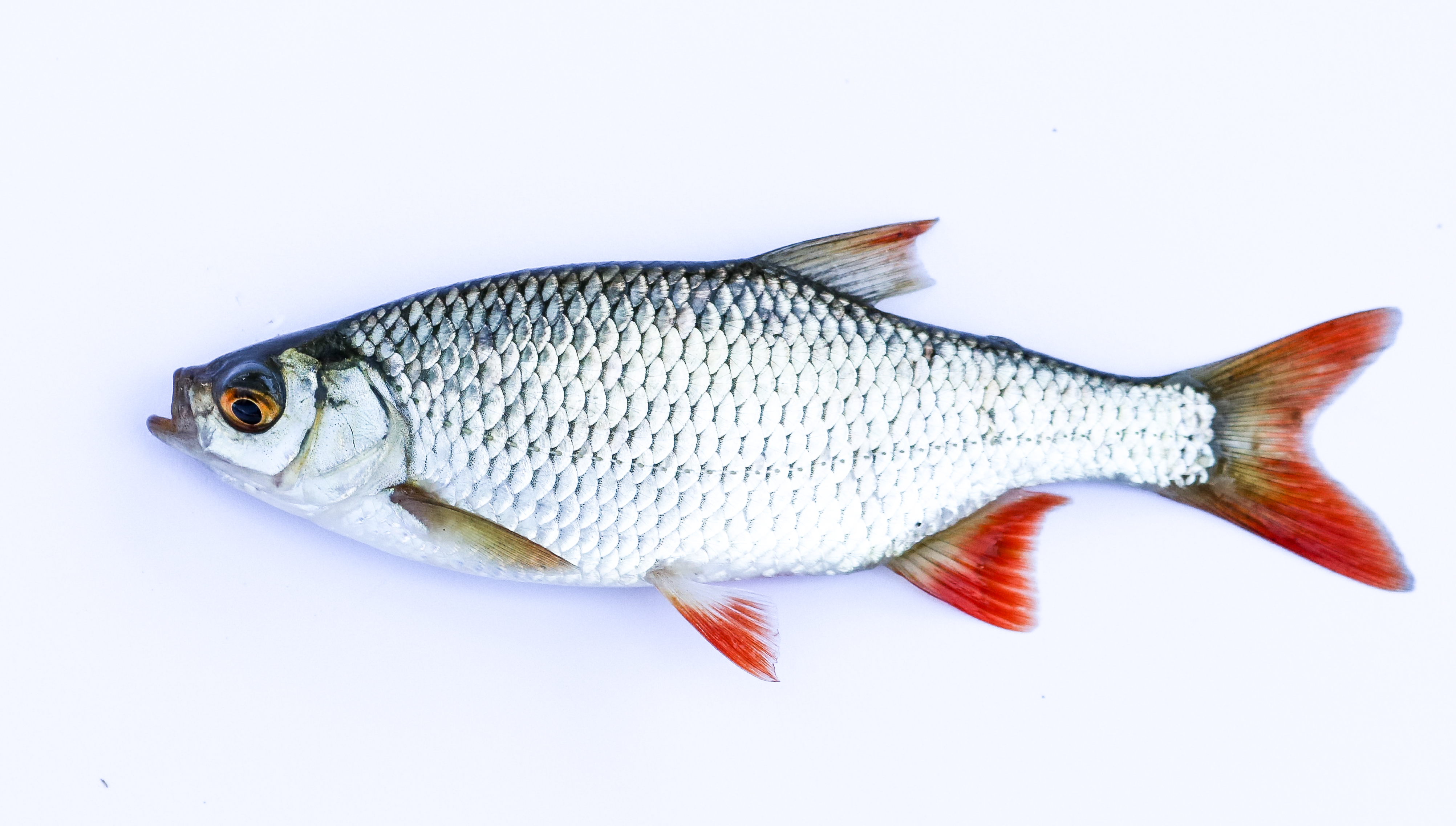
Краснопёрка — один из наиболее широко распространённых видов пресноводных рыб на территории страны

## Видовое разнообразие

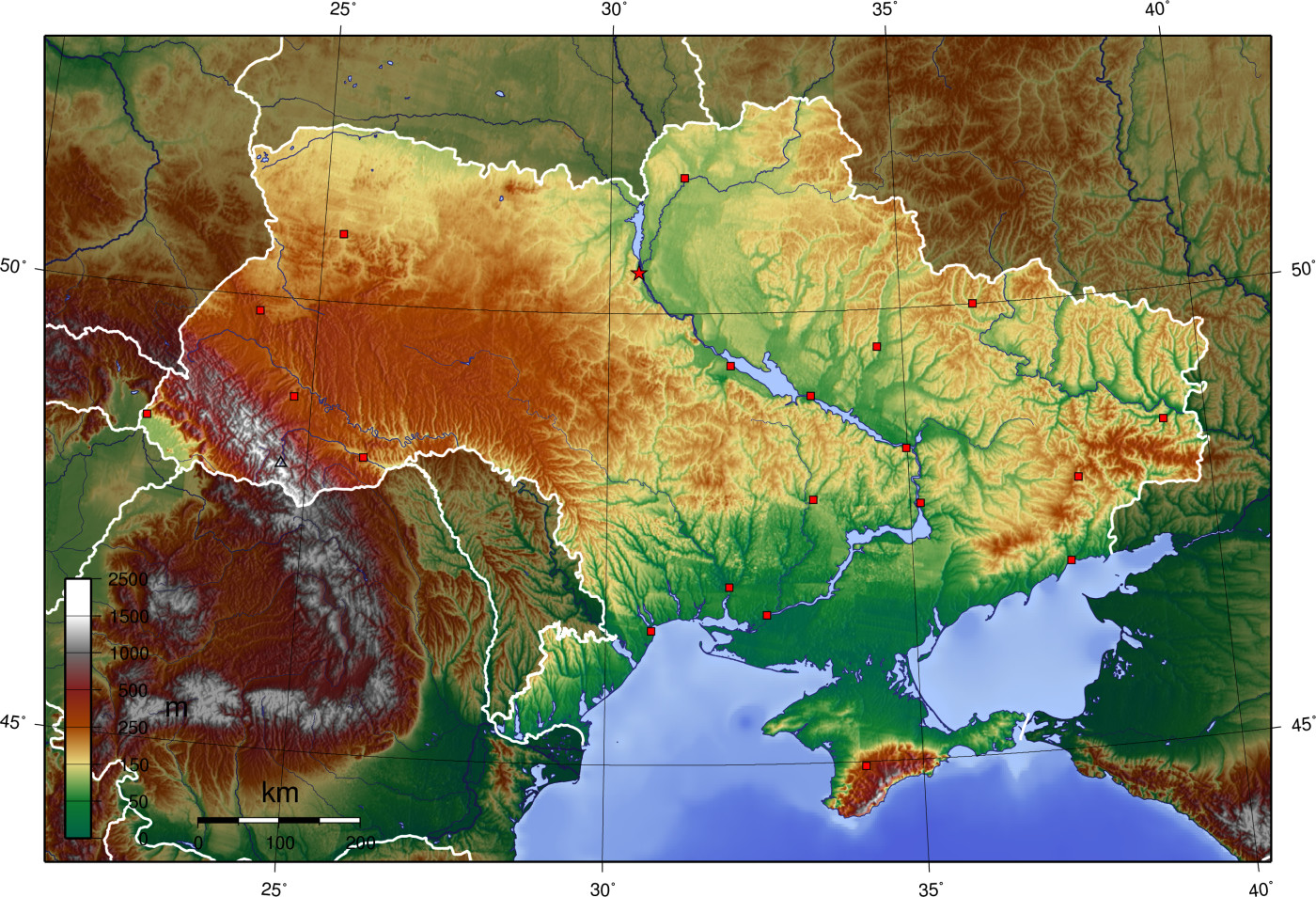
Топографическая карта Украины

Ихтиофауна Украины характеризуется высоким разнообразием. Её представители населяют Чёрное и Азовское моря, многочисленные реки, озёра, ручьи, а также искусственно созданные человеком пруды, каналы и т. д. Ихтиофауна страны включает пресноводные, морские, солоноватоводные виды, 15 проходных видов, среди которых 13 анадромных и только один вид (речной угорь) является катадромным.
Согласно обзорной монографии «Риби України» (Мовчан, 2011) ихтиофауна Украины насчитывала 249 видов, как аборигенных, так и интродуцированных. Однако с момента её публикации на территории страны, в первую очередь в Чёрном море, было подтверждено наличие как минимум ещё 15 видов рыб. Таким образом, согласно научным литературным публикациям ихтиофауна Украины на 2019 год включает в себя как минимум 262 вида, в том числе 3 вида хрящевых, 257 видов лучепёрых рыб и 2 вида круглоротых.
Состав ихтиофауны страны включает 25 индродуцированных и инвазивных видов, которые вошли в её состав как в результате преднамеренного завоза с целью культивирования в прудовых хозяйствах, так и вследствие случайных и преднамеренных выпусков в дикую природу. Интродукционные и акклиматизационные работы с рыбами из бассейнов рек Дальнего Востока, Китая и Северной Америки в водоёмы Украины неоднократно проводились с середины XX века.

## Список видов
Данный список объединяет таксоны видового уровня, которые были зарегистрированы на территории Украины и приводились для неё исследователями в литературных публикациях. Список состоит из русских названий, биноменов (двухсловных названий, состоящих из сочетания имени рода и имени вида) и указанных с ними имени учёного, впервые описавшего данный таксон, и года, в котором это произошло. В четвёртом столбце таблицы для каждого вида приводятся краткая информация о его распространении на территории Украины на основании монографии «Риби України» (Мовчан, 2011), если не указаны другие источники.
Систематика и порядок классов, отрядов и семейств приведены по Nelson et al., 2016. Русскоязычные названия видов приводятся в алфавитном порядке.
Обозначения охранного статуса МСОП:
- — исчезнувшие виды
- — виды на грани исчезновения (в критическом состоянии)
- — виды под угрозой исчезновения
- — уязвимые виды
- — виды, близкие к уязвимому положению
- — виды под наименьшей угрозой
- — виды, для оценки угрозы которым не хватает данных
- — виды, не представленные в Международной Красной книге

Легенда:
 Виды, находящиеся под охраной на территории Украины и включённые в третье издание Красной книги Украины (2009 год)
 Виды, интродуцированные на территории Украины, а также инвазивные виды
 «Случайные» виды (не свойственные определённым сообществам, постоянно не встречающиеся на данной территории и известные по единичным находкам) на территории Украины
| Иллюстрация                                  | Русское название                                                       | Латинское название и автор таксона                                                                  | Ареал на территории Украины Замечания по систематике | Статус МСОП                                      |
| -------------------------------------------- | ---------------------------------------------------------------------- | --------------------------------------------------------------------------------------------------- | --- | ------------------------------------------------ |
| Класс Миноги (Petromyzontida)                |                                                                        | | |                                                  |
| Отряд Миногообразные (Petromyzontiformes)    |                                                                        | | |                                                  |
| Семейство Миноговые (Petromyzontidae)        |                                                                        | | |                                                  |
|                                              | Венгерская минога                                                      | Eudontomyzon danfordi Regan, 1911                                                                   | Эндемик бассейнов рек Тиса и Тимиш (левые притоки Дуная). Пресноводная донная минога, которая обитает в чистых, хорошо насыщенных кислородом, быстрых потоках и ручьях предгорной и горной зон на высоте более 250 м над уровнем моря. | Вид вне опасности                                |
|                                              | Украинская минога                                                      | Eudontomyzon mariae (Berg, 1931)                                                                    | Вид отмечен в бассейнах Северского Донца, Днепра, Южного Буга, Днестра, Прута и Серета (преимущественно в дополнительной системе этих рек) и в низовьях Дуная. Пресноводная донная минога. Обитает в реках и ручьях горной и предгорной зон, а также в равнинных реках (встречается на высоте от 24 до 835 м над уровнем моря). Обитает в чистых, хорошо насыщенных кислородом, с быстрым течением и каменистым, каменисто-песчаным, плотным песчаным или глинистым грунтом участках. Личинки же предпочитают места с медленным течением и хорошо заиленным, преимущественно песчаным дном. | Вид вне опасности                                |
| Класс Хрящевые рыбы (Chondrichthyes)         |                                                                        | | |                                                  |
| Отряд Катранообразные (Squaliformes)         |                                                                        | | |                                                  |
| Семейство Катрановые акулы (Squalidae)       |                                                                        | | |                                                  |
|                                              | Катран                                                                 | Squalus acanthias Linnaeus, 1758                                                                    | Представлен подвидом черноморский катран (Squalus acanthias ponticus Myagkov et Kondyurin, 1986). Встречается вдоль всего черноморского побережья страны от острова Змеиный и устьевых участков Дуная до Керченского пролива, однако чаще встречается у берегов Крыма. Иногда встречается в открытой части моря. Редко заходит в Керченский пролив и Азовское море. Обитает в прибрежных водах на глубине до 120 м, но встречается и вдали от берегов над большими глубинами. | Уязвимый вид                                     |
| Отряд Скатообразные (Rajiformes)             |                                                                        | | |                                                  |
| Семейство Ромбовые скаты (Rajidae)           |                                                                        | | |                                                  |
|                                              | Морская лисица                                                         | Raja clavata Linnaeus, 1758                                                                         | Встречается вдоль всего черноморского побережья, чаще у берегов Крыма, изредка и в северо-западной части Азовского моря, в частности, в 2003 году один экземпляр был выловлен в Обиточном заливе Запорожской области. Типичная морская донная рыба, которая обитает на глубинах до 100 м и для которой характерны сезонные миграции: в теплое время приближается к берегу, при похолодании откочевывает на глубину. У Крыма наблюдается у всех черноморских берегов, но обычно избегает прогреваемых мелководий. | Вид, близкий к уязвимому положению               |
| Отряд Хвостоколообразные (Myliobatiformes)   |                                                                        | | |                                                  |
| Семейство Хвостоколовые (Dasyatidae)         |                                                                        | | |                                                  |
|                                              | Морской кот                                                            | Dasyatis pastinaca Linnaeus, 1758                                                                   | Обитает вдоль всего черноморского побережья, в Керченском проливе, реже — в Азовском море. Типичная морская донная рыба. Встречается в прибрежных водах с песчаным или илистым дном на глубине до 50—70 м. | Вид с неопределённым статусом                    |
| Класс Лучепёрые рыбы (Actinopterygii)        |                                                                        | | |                                                  |
| Отряд Осетрообразные (Acipenseriformes)      |                                                                        | | |                                                  |
| Семейство Осетровые (Acipenseridae)          |                                                                        | | |                                                  |
|                                              | Атлантический осётр                                                    | Acipenser sturio Linnaeus, 1758                                                                     | Проходная придонная рыба, которая постоянно обитает в море, а для размножения заходит в реки. На территории Украины ранее встречался крайне редко, одиночными особями, отмечался в Чёрном море у берегов южного Крыма (Каркинитский залив вблизи Чурюмской косы), а также в устье Дуная. С 1960-х годов в уловах не попадается. | Вид на грани исчезновения                        |
|                                              | Белуга                                                                 | Huso huso (Linnaeus, 1758)                                                                          | Проходная придонно-пелагическая рыба, которая постоянно живёт в море, а на нерест заходит в реки. Встречается в северо-западной части Азовского моря, у берегов Крыма и в северо-западной части Чёрного моря. Сейчас почти не встречается в Днепре (ранее поднималась выше Киева), Днепровско-Бугском и Днестровском лиманах, в Южерм Буге и Днестре (ранее поднималась в Днестре до с. Старая Ушица), стала очень малочисленной в других местах. В первой половине XX века была промысловой рыбой почти на всём морском побережье. | Вид на грани исчезновения                        |
|                                              | Русский осётр                                                          | Acipenser gueldenstaedtii Brandt, 1833                                                              | Проходная придонная рыба, которая постоянно живёт в море, а для размножения заходит в реки. Нерестовые миграции дважды в год. Встречается в северо-западной части Азовского моря, у берегов Крыма и в северо-западной части Чёрного моря, откуда сейчас в небольшом количестве заходит в Дунай, изредка единичными особями в Днестр и Днепр и фактически уже не входит в Южный Буг, Северский Донец и реки Северного Приазовья. В зимний период концентрируются на больших глубинах в районе Тарханкутского полуострова, а ранее также у Южного берега Крыма. | Уязвимый вид                                     |
|                                              | Севрюга                                                                | Acipenser stellatus Pallas, 1771                                                                    | Проходная придонная рыба. Распространён у северных берегов Азовского моря, вдоль Крымского полуострова и в северо-западной части Чёрного моря, откуда сейчас заходит в небольшом количестве в Дунай, изредка единичными экземплярами в Днестр и Днепр и практически не заходит в Южный Буг и реки Северного Приазовья. | Вид на грани исчезновения                        |
|                                              | Стерлядь                                                               | Acipenser ruthenus Linnaeus, 1758                                                                   | Типично пресноводная придонная рыба. На Украине ранее вид встречался в коренном русле и в крупных притоках всех крупных рек. Сейчас в небольшом количестве сохранился только в низовьях Дуная, в бассейне среднего и верхнего Днестра и очень редко встречается в бассейне Днепра, в частности в бассейне Днепровского водохранилища. | Уязвимый вид                                     |
|                                              | Шип                                                                    | Acipenser nudiventris Lovetzky, 1828                                                                | Проходная придонная рыба, постоянно живёт в море, а на нерест идёт в реки. Вид распространён в бассейнах Чёрного и Азовского морей. Единичные экземпляры ранее отмечались в Чёрном море возле Судака и Карадага, в Каркинитском заливе, вблизи острова Джарылгач, а также были известны из Днестра и из морских вод вблизи устьевых участков Днепра и Дуная. В первой половине XX века встречались одиночные особи, с 1960-х годов в уловах не встречался. | Вид на грани исчезновения                        |
| Семейство Веслоносовые (Polyodontidae)       |                                                                        | | |                                                  |
|                                              | Веслонос                                                               | Polyodon spathula (Walbaum, 1792)                                                                   | Пресноводная пелагическая рыба. Интродуцированный вид. Завезён на Украину в 1974 году. Культивируется в прудовых хозяйствах Одесской, Черкасской, Сумской и других областей. | Уязвимый вид                                     |
| Отряд Угреобразные (Anguilliformes)          |                                                                        | | |                                                  |
| Семейство Угрёвые (Anguillidae)              |                                                                        | | |                                                  |
|                                              | Речной угорь                                                           | Anguilla anguilla (Linnaeus, 1758)                                                                  | Типичная проходная рыба. Большую часть жизни европейский угорь проводит в пресной воде, а на нерест уходит в море. На территории Украины встречается изредка, единичными экземплярами, встречается вдоль побережья Чёрного (чаще в районах, прилегающих к устьевых участков Дуная, Днестровского и Днепровско-Бугского лиманов, реже у берегов Крыма) и Азовского морей и в бассейнах их рек, попадается в Шацких озёрах. Весной 2002 года впервые для Крыма отмечен в нижней части реки Кача. | Вид на грани исчезновения                        |
| Семейство Конгеровые (Congridae)             |                                                                        | | |                                                  |
|                                              | Конгер                                                                 | Conger conger Linnaeus, 1758                                                                        | Морская донная рыба. На Украине случайно встречающийся вид, который был отмечен только один раз у Южного берега Крыма в XIX веке. | Вид вне опасности                                |
| Отряд Сельдеобразные (Clupeiformes)          |                                                                        | | |                                                  |
| Семейство Анчоусовые (Engraulidae)           |                                                                        | | |                                                  |
|                                              | Хамса                                                                  | Engraulis encrasicolus Linnaeus, 1758                                                               | Морская стайная прибрежнопелагическая рыба. Вид распространён преимущественно в северо-западной части Чёрного моря (от Дуная до Евпатории) и в Азовском море, реже встречается вдоль крымских берегов в Керченском проливе. Зимует у берегов Крыма и в восточной части Чёрного моря (у берегов Грузии), откуда заходит на нерест и нагул в Азовское море, в западную и восточную части Чёрного моря. | Вид вне опасности                                |
| Семейство Сельдевые (Clupeidae)              |                                                                        | | |                                                  |
|                                              | Азовский пузанок                                                       | Alosa tanaica (Grimm, 1901)                                                                         | Пелагическая стайная проходная рыба, живущая в море, а на размножение заходит в пресную воду. В украинских водах приурочен к северо-западной части Чёрного моря от Дуная до Днепра, встречается в Днестровском, Днепровско-Бугском лиманах, Каховском водохранилище, отмечался у Тендры, в Ягорлицком, Джарылгачском и Каркинитском заливах и далее вдоль берегов Крыма до Ялты и, достоверно к Керченскому проливу, в Керченском проливе, вдоль северного побережья Азовского моря, в Сиваше и Утлюкском лимане. | Вид вне опасности                                |
|                                              | Европейская сардина                                                    | Sardina pilchardus (Walbaum, 1792)                                                                  | Морская стайная пелагическая рыба. Очень редко встречается у крымских берегов (Севастополь, Карадаг), что связано, видимо, с низкой соленостью воды. Ранее вид отмечалась и в северо-западной части Чёрного моря (район мыса Бурнас, у Крыжановки и Сычавки). | Вид вне опасности                                |
|                                              | Европейский шпрот                                                      | Sprattus phalericus (Risso, 1827)                                                                   | Ранее рассматривался как подвид Sprattus sprattus phalericus. Морская стайная пелагическая рыба. Встречается вдоль черноморского побережья от Дуная до южного берега Крыма (Ялта), в отдельные годы доходит до Керченского пролива, через который заходит в южную часть Азовского моря. | Вид вне опасности                                |
|                                              | Круглая сардина                                                        | Sardinella aurita Valenciennes, 1847                                                                | Морская стайная пелагическая рыба. Встречается очень редко, практически случайно. В частности отмечалась у черноморского берега Крыма: в 1981 году у Карадага; в 1998 году в Балаклавской бухте; в 2008 году на выходе из Стрелецкой бухты вблизи Севастополя. | Вид вне опасности                                |
|                                              | Черноморско-азовская морская сельдь                                    | Alosa maeotica (Grimm, 1901)                                                                        | Морская стайная рыба, ведёт пелагический образ жизни. Вид известен в северо-западной части Чёрного моря от устья Дуная до Днестровского и Березанского лиманов, вблизи Тендры, вдоль берега Крыма, в Керченском проливе, в западной и северо-западной частях Азовского моря, отмечен в Сиваше и в Утлюкском лимане. | Вид вне опасности                                |
|                                              | Черноморско-азовская проходная сельдь                                  | Alosa immaculata Bennett, 1835                                                                      | Проходная стайная рыба. Известна в северо-западной части Чёрного моря от Дуная до Днепра (в последнем образовала жилую форму в Каховском и Днепровском водохранилищах), в районе Тендры, Джарылгачского и Каркинитского (Чурюмская коса — Евпатория) заливов и далее вдоль побережья Крыма, в Керченском проливе и в северной части Азовского моря, отмечалась в Восточном Сиваше и в Утлюкском лимане. | Уязвимый вид                                     |
|                                              | Черноморско-каспийская тюлька                                          | Clupeonella cultriventris (Nordmann, 1840)                                                          | В Чёрном море держится преимущественно на опреснённых предустьевых участках и в опреснённых лиманах, главным образом в северо-западной части от Дуная до Днепра, изредка отмечается у берегов Крыма, в Азовском море распространена на всей акватории. Жилая форма получила широкое распространение во всех водохранилищах Днепра. | Вид вне опасности                                |
|                                              | Финта                                                                  | Alosa fallax Lacépède, 1803                                                                         | Пелагическая стайная проходная рыба. В украинских водах встречается, видимо, случайно — отмечена только один раз в Керченском проливе в 1924 году. | Вид вне опасности                                |
| Отряд Карпообразные (Cypriniformes)          |                                                                        | | |                                                  |
| Семейство Карповые (Cyprinidae)              |                                                                        | | |                                                  |
|                                              | Азовская шемая                                                         | Alburnus leobergi Freyhof & Kottelat, 2007                                                          | Полупроходная стайная пелагическая-придонная рыба, которая выдерживает разную солёность воды. Вид распространен в северной и северо-западной частях Азовского моря (в том числе в лиманах — Молочный и др.), откуда заходит в реки Северного Приазовья (Берда, Обиточная и др.). Сейчас вид почти исчез в бассейне Северского Донца (изредка заходит из Цимлянского водохранилища, где образовалась пресноводная популяция). Вид стал очень малочисленным в Азовском море. | Вид вне опасности                                |
|                                              | Амурский чебачок                                                       | Pseudorasbora parva (Temminck et Schlegel, 1846)                                                    | Пресноводная рыба. Интродуцированный вид. На Украину завезён в 1960-х годах. Вид натурализовался и вошёл в состав местной ихтиофауны бассейнов Дуная, Днестра, Южного Буга, Днепра, рек Северного Приазовья, водоёмов Крыма и многих замкнутых водоёмов, где выращивают прудовых рыб. | Вид вне опасности                                |
|                                              | Белоглазка                                                             | Ballerus sapa (Pallas, 1814)                                                                        | Пресноводная стайная придонная речная рыба. Вид распространён почти во всех крупных реках и их крупных притоках. Отсутствует в Крыму, исчез в Северском Донце. | Вид вне опасности                                |
|                                              | Белопёрый пескарь                                                      | Romanogobio vladykovi (Fang, 1943)                                                                  | Пресноводная рыба. Встречается в бассейне Дуная, в частности отмечена и в бассейнах Тисы и Прута. Распространение вида требует специального изучения. | Вид вне опасности                                |
|                                              | Белопёрый пескарь Антипы                                               | Romanogobio antipai Bănărescu, 1953                                                                 | Пресноводная рыба. Отмечен лишь однажды в низовьях Дуная (Одесская область, Килийский район, река Дунай, апрель 1961 года, 2 особи). За последние 50 лет сведения о новых находках на территории Украины отсутствуют. | Вымерший вид                                     |
|                                              | Белый амур                                                             | Ctenopharyngodon idella Valenciennes in Cuvier & Valenciennes, 1844                                 | Пресноводная рыба. Интродуцированный вид. На Украину завезён в 1950-х годах. Численность на территории страны поддерживается искусственным разведением (природный нерест не отмечен). | Вид не представлен в Международной Красной книге |
|                                              | Белый толстолобик                                                      | Hypophthalmichthys molitrix (Valenciennes, 1844)                                                    | Пресноводная речная рыба. Интродуцированный вид. На Украину завезён в начале 1950-х годов. Выращивают в различных внутренних водоёмах. Для получения потомства при искусственном разведении используют гипофизарные инъекции, поскольку в водоёмах страны условия для естественного нереста этой рыбы отсутствуют. | Вид, близкий к уязвимому положению               |
|                                              | Бобырец                                                                | Petroleuciscus borysthenicus (Kessler, 1859)                                                        | Пресноводная речная рыба. Распространён в бассейнах низовьев Дуная, Днестра, Южного Буга, Днепра, отмечался в Днестровском и Днепровско-Бугском лиманах. Обитает на среднем течении Южного Буга, в бассейне среднего (реки Ирпень, Тетерев, Рось, Трубеж и др.) и верхнего течения Днепра, а также в низовьях рек северного побережья Азовского моря (реки Лозовата, Обиточная, Берда и др.). | Вид вне опасности                                |
|                                              | Быстрянка обыкновенная                                                 | Alburnoides bipunctatus (Bloch, 1782)                                                               | Пресноводная стайная пелагическая рыба, которая обитает исключительно на участках с быстрым течением и чистой, насыщенной кислородом, водой. Встречается в реках Закарпатья (бассейн Тисы), Буковины (бассейны Прута и Сирета) и очень редко в низовьях Дуная. | Вид вне опасности                                |
| Рисунок подуста волжского                    | Волжский подуст                                                        | Chondrostoma variabile Yakovlev, 1870                                                               | Пресноводная стайная придонная жилая рыба. Встречается только в бассейне Северского Донца. Последние десятилетия численность везде резко сократилось, на многих участках реки вид полностью исчез. | Вид вне опасности                                |
|                                              | Вырезуб                                                                | Rutilus frisii (Nordmann, 1840)                                                                     | Полупроходная стайная придонная рыба. Ранее встречалась в лиманах северо-западной части Чёрного моря и в Азовском море, заходил в Днестр (в верховья), Южный Буг (в Первомайск), Днепр (в Белоруссию и выше, вплоть до Смоленска), Северский Донец, Обиточную, Берду и, возможно, в низовья Дуная (последние 35-40 лет здесь не отмечался), а также были известны жилые непроходимые популяции в реках Рось и Оскол. Сейчас сохранилась лишь очень немногочисленная жилая популяция на верхнем Днестре и единичные экземпляры встречаются в левых притоках нижней части среднего течения Северского Донца и, видимо, в Азовском море. | Вид вне опасности                                |
|                                              | Голавль                                                                | Squalius cephalus (Linnaeus, 1758)                                                                  | Пресноводная речная жилая рыба. Встречается в бассейнах всех крупных рек, преимущественно в их дополнительных системах, во многих коренных и пойменных озёрах, ранее вид отмечался в Днепровско-Бугском лимане. | Вид вне опасности                                |
|                                              | Густера                                                                | Blicca bjoerkna (Linnaeus, 1758)                                                                    | Пресноводная стайная придонная речная жилая рыба слабопроточных вод. Встречается почти во всех реках, их дополнительных системах, водохранилищах, пойменных озёрах, на равнинных участках горных рек. Отсутствует в Крыму. | Вид вне опасности                                |
|                                              | Днепровский усач                                                       | Barbus borysthenicus (Dybowski, 1862                                                                | Пресноводная рыба. Вид сейчас распространён только в бассейнах дополнительной системы Днепра и в Восточного Буга. Ранее был обычной, местами промысловой рыбой. Сейчас изредка единичные особи встречаются в верхнем течении Днепра, спорадически в притоках Днепра: в Тетереве, Случи и местами на участках порогов среднего течения Южного Буга. | Вид не представлен в Международной Красной книге |
|                                              | Днестровский белопёрый пескарь                                         | Romanogobio kesslerii (Dybowski, 1862)                                                              | Пресноводная рыба. Встречается в бассейнах Дуная, в частности отмечена в бассейне Тисы в Закарпатье, в Пруте и Сирете на Буковине, и Днестра (в верхнем течении коренного русла, в Стрвяжи, Лукве, Стрипе, Ломнице, Збруче и др.). | Вид вне опасности                                |
| Фотография днестровского пескаря             | Днестровский пескарь                                                   | Gobio sarmaticus Berg, 1949                                                                         | Пресноводная рыба. Встречается только в бассейне реки Днестр, в частности на верхнем и среднем течении, чаще в дополнительной системе. В низовьях Днестра не отмечался. | Вид вне опасности                                |
| Фотография донского белопёрого пескаря       | Донской белопёрый пескарь                                              | Romanogobio tanaiticus Naseka, 2001                                                                 | Пресноводная рыба. Встречается в бассейне Северского Донца (отмечен как в коренном русле, так и в притоках Лугани и Айдаре). | Вид вне опасности                                |
| Фотография донского пескаря                  | Донской пескарь                                                        | Gobio brevicirris Fowler, 1976                                                                      | Пресноводная рыба. Встречается в Северском Донце и его притоках, а также в реках Северного Приазовья. Ареал требует уточнений. | Вид вне опасности                                |
|                                              | Дунайский пескарь                                                      | Romanogobio uranoscopus (Agassiz, 1828)                                                             | Пресноводная рыба. Отмечены единичные особи в Тисе и в её бассейне — реках Рика, Боржава, Тересва, Теребля, Шопурка, Латорица, Уж (Закарпатье) и т. д. и в Сирете (Буковина). | Вид вне опасности                                |
|                                              | Золотой карась                                                         | Carassius carassius (Linnaeus, 1758)                                                                | Пресноводная рыба. Вид распространён преимущественно в замкнутых природных и искусственных водоёмах в озёрах, водохранилищах, прудах, затопленных карьерах и т. д., бассейнах всех крупных рек, меньше в самых реках. Акклиматизировался в водохранилищах Крыма. | Вид вне опасности                                |
|                                              | Елец-андруга                                                           | Telestes souffia (Risso, 1827)                                                                      | Пресноводная речная рыба. Встречается только в Закарпатье, где встречается главным образом на средней и нижней половинах нижнего течения Ужа, Латорицы, Боржавы, в реках Теребля, Тересва, Шопурка, Тиса, а также в Тереблянском водохранилище. Многочисленный вид в реках восточной части региона. | Вид вне опасности                                |
| Фотография ельца Данилевского                | Елец Данилевского                                                      | Leuciscus danilewskii (Kessler, 1877)                                                               | Пресноводная речная стайная придонная рыба. Распространён только в коренном русле реки Североский Донец и некоторых его, преимущественно левобережных притоках. | Вид вне опасности                                |
|                                              | Елец обыкновенный                                                      | Leuciscus leuciscus (Linnaeus, 1758)                                                                | Распространён практически во всех крупных реках и их системах, а также в проточных озёрах и в днепровских водохранилищах, ранее встречался в Днепровско-Бугском лимане. Отсутствует в Крыму. | Вид вне опасности                                |
|                                              | Жерех                                                                  | Aspius aspius (Linnaeus, 1758)                                                                      | Пресноводная рыба. Вид распространён в бассейнах всех крупных рек, в больших озёрах, водохранилищах, в приустьевых солоноватых участках. Отсутствует в Крыму. | Вид вне опасности                                |
|                                              | Карп                                                                   | Cyprinus carpio Linnaeus, 1758                                                                      | Пресноводная рыба. Распространён в бассейнах всех крупных рек, в озёрах и водохранилищах. Исходным регионом распространения дикой формы карпа, по мнению отдельных исследователей, считается бассейн Дуная. | Уязвимый вид                                     |
| Фотография Phoxinus marsilli                 |                                                                        | Phoxinus marsilii Heckel, 1836                                                                      | Вид был восстановлен в качестве валидного на основе генетического анализа. Благодаря изучению музейных экземпляров, было определено что ареал обыкновенного гольяна ограничен Западной Европой и что популяции, распространённые в бассейнах горных рек и водохранилищах Закарпатья, Буковины (предгорные и горные участки Днестра и Прута) представляют собой P. marsilii. Это пресноводная стайная придонная жилая рыба, которая обитает преимущественно в водоёмах горного типа с чистой, хорошо насыщенной кислородом, прохладной водой. Видовая принадлежность гольянов в бассейне Днепра (реки Тетерев, Уж), на Волыни (мелкие ручьи в районе Шацких озёр), в бассейне Северского Донца (Большая Каменка и др.) и на Донецком кряже (верховья реки Миус), пока не установлена..                                                                        | Вид не представлен в Международной Красной книге |
|                                              | Карпатский пескарь                                                     | Gobio carpathicus Vladykov, 1925                                                                    | Пресноводная рыба. Встречается преимущественно в бассейнах рек Тиса (Закарпатье), Сирет, Прут (Буковина), реже в низовьях Дуная, в том числе и в озере Китай. | Вид вне опасности                                |
|                                              | Китайский карась                                                       | Carassius auratus (Linnaeus, 1758)                                                                  | Пресноводная рыба. В Европу вид завезён в XVI веке, оттуда попал и на Украину. Изредка культивируется в парковых водоёмах, чаще — в аквариумах. Ценный объект прикладного декоративного рыборазведения. | Вид вне опасности                                |
|                                              | Краснопёрка                                                            | Scardinius erythrophthalmus (Linnaeus, 1758)                                                        | Пресноводная жилая стайная придонная, преимущественно озёрная рыба. Встречается практически во всех пресноводных водоёмах, местами также в солоноватых лиманах. Отсутствует на горных участках рек западных областей страны. | Вид вне опасности                                |
| Фотография быстрянки крымской                | Крымская быстрянка                                                     | Alburnoides maculatus (Kessler, 1859)                                                               | Пресноводная стайная придонная жилая рыба горных рек и водохранилищ на этих реках. Встречается только в Крыму, в частности в реках Чёрная, Бельбек, Кача, Альма, Салгир, и в водохранилищах полуострова — Бахчисарайском, Альминском, Тайганском и других. | Уязвимый вид                                     |
| Фотография крымского золотого гольяна        | Крымский золотой гольян                                                | Phoxinus chrysoprasius (Pallas, 1814)                                                               | Пресноводная стайная рыба, эндемик Крыма, где населяет реки Салгир, Бурульча и Биюк-Карасу. Был восстановлен в качестве самостоятельного вида в 2023 году. | Вид не представлен в Международной Красной книге |
| Фотография шемаи крымской                    | Крымская шемая                                                         | Alburnus mentoides Kessler, 1859                                                                    | Пресноводная рыба. Встречается в реках Крыма (Чёрной, Каче, Бельбеке, Альме, вероятно исчезла в Салгире и Биюк-Карасу). | Вымирающий вид                                   |
| Фотография пескаря крымского                 | Крымский пескарь                                                       | Gobio krymensis Banarescu & Nalbant, 1973                                                           | Пресноводная рыба. Эндемик Крыма. Встречается в крымских реках Альма, Кача, Салгир, Бурульча, Биюк-Карасу и др., в водохранилищах (Альминском, Бахчисарайском, Симферопольском и других), а также в прудах. | Уязвимый вид                                     |
| Фотография крымского усача                   | Крымский усач                                                          | Barbus tauricus Kessler, 1877                                                                       | Пресноводная рыба. Эндемик Крыма, численность которого резко снизилась, особенно в реках. Распространён в среднем течении рек Альма, Кача, Аян, Бельбек, Чёрная, Салгир, Учан-Су. Вид акклиматизировался в водохранилищах — Бахчисарайском, Альминском, Симферопольском, Аянском и других. | Уязвимый вид                                     |
|                                              | Кутум                                                                  | Rutilus kutum (Kamensky, 1901)                                                                      | Полупроходная стайная придонная рыба. Родиной кутума является Каспийское море, откуда он был завезен в Азовское море, где натурализовался и вошёл в состав ихтиофауны этого водоёма, однако в последние 35-40 лет в уловах практически не попадался. Ранее вид отмечен у северных берегов Азовского моря (акклиматизация начата в 1957—1958 годах), в том числе и в Молочном лимане. | Вид не представлен в Международной Красной книге |
|                                              | Лещ                                                                    | Abramis brama Linnaeus, 1758                                                                        | Пресноводная стайная придонная рыба. Вид распространёна в бассейнах почти всех рек, в коренных и заплавных озёрах, в водохранилищах, лиманах и опреснённых участках северо-западной части Чёрного и северной части Азовского морей. В пятидесятые годы XX в. акклиматизировалась в Крыму, в частности в Симферопольском, Белогорском, Альминском, Чернореченском и Бахчисарайском водохранилищах. | Вид вне опасности                                |
|                                              | Линь                                                                   | Tinca tinca Linnaeus, 1758                                                                          | Пресноводная рыба. Встречается почти во всех речных бассейнах, преимущественно в их дополнительных системах, в озёрах. Завозился в некоторые водохранилища Крыма. | Вид вне опасности                                |
|                                              | Малый рыбец                                                            | Vimba tenella (Nordmann, 1840)                                                                      | На Украине ранее вид был известен только из рек Крыма (Салгир, Чёрная и Биюк-Карасу). | Вид не представлен в Международной Красной книге |
|                                              | Обыкновенная плотва                                                    | Rutilus rutilus (Linnaeus, 1758)                                                                    | Пресноводная озёрно-речная стайная рыба. Встречается в бассейнах всех рек, в озёрах, водохранилищах и т. д., а также в солоноватых водах лиманов северо-западной части Чёрного, северной части Азовского морей и непосредственно в Азовском море. Вид акклиматизировался в водохранилищах Крыма, а также пришёл в некоторые реки Крыма вместе с днепровской водой. Плотва солоноватых вод и низовья крупных рек, которую ещё называют тарань является экологической формой данного вида. Ранее она рассматривалась как отдельный подвид. Встречается вдоль берегов и в самом Азовском море, а также в северо-западной части Чёрного моря, в частности в опресненных участках от Днепровско-Бугского лимана к устью Дуная. | Вид вне опасности                                |
|                                              | Обыкновенный горчак                                                    | Rhodeus sericeus (Pallas, 1776)                                                                     | Пресноводная стайная рыба. Встречается в бассейнах всех крупных рек, в водохранилищах, озёрах. Отсутствует в Крыму и в горных реках. | Вид вне опасности                                |
|                                              | Обыкновенный пескарь                                                   | Gobio gobio (Linnaeus, 1758)                                                                        | Пресноводная рыба. Встречается в бассейнах Западного и Южного Буга и Днепра. | Вид вне опасности                                |
|                                              | Обыкновенный подуст                                                    | Chondrostoma nasus (Linnaeus, 1758)                                                                 | Пресноводная стайная придонная рыба. Встречается почти во всех хорошо проточных водоёмах от низовья Дуная и рек Закарпатья до бассейна Днепра включительно. | Вид вне опасности                                |
|                                              | Обыкновенный усач                                                      | Barbus barbus (Linnaeus, 1758)                                                                      | Пресноводная рыба. Встречается в бассейне и низовьях Дуная, бассейне Тисы, Прута и Серета, а также в бассейнах Днестра и Вислы. | Вид вне опасности                                |
|                                              | Озёрный гольян                                                         | Phoxinus percnurus (Pallas, 1814)                                                                   | Известен из водоёмов бассейнов Верхнего и Среднего Днепра, в частности в бассейнах верхнего течения Припяти, Десны, Остра, Трубежа, Ворсклы, Супоя, Сожа, Стохода, Здвижа, а также с уже исчезнувших озёр окрестностей Киева. В 2004 году отмечен в бассейне Северского Донца (озеро Боровое). | Вид вне опасности                                |
|                                              | Паннонская плотва                                                      | Rutilus virgo (Heckel, 1852)                                                                        | Пресноводная речная рыба. На Украине может встречаться в Закарпатье. Первая задокументированная находка вида на территории страны датируется августом 2010 года, когда 1 экземпляр этого вида был выловлен в левом рукаве реки Тиса в окрестностях села Петрово Виноградовского района Закарпатской области. | Вид вне опасности                                |
| Фотография пескаря Делямуре                  | Пескарь Делямуре                                                       | Gobio delyamurei Freyhof & Naseka, 2005                                                             | Пресноводная рыба. Эндемик Крыма. Встречается на равнинной части реки Чёрная. | Вид на грани исчезновения                        |
|                                              | Пёстрый толстолобик                                                    | Hypophthalmichthys nobilis (Richardson, 1845)                                                       | Пресноводная рыба. Интродуцированный вид. На Украину завезён в начале 1950-х годов. Выращивается в различных внутренних водоёмах. Для получения потомства при искусственном разведении используют гипофизарные инъекции, поскольку в водоёмах страны условия для естественного нереста этой рыбы отсутствуют. | Вид с неопределённым статусом                    |
|                                              | Румынский усач                                                         | Barbus petenyi Heckel, 1852                                                                         | Является пресноводной донно-пелагической рыбой. Встречается в бассейне Тисы, на верхнем течении Прута и Серета, а также в бассейне верхнего Днестра. | Вид вне опасности                                |
|                                              | Русская быстрянка                                                      | Alburnoides rossicus Berg, 1924                                                                     | Пресноводная стайная пелагическая придонная рыба, которая обитает только в реках, на участках с умеренным или быстрым течением и чистой, насыщенной кислородом, водой. Вид известен из бассейнов Днестра, Южного Буга, Днепра, Северского Донца, рек Северного Приазовья (Обиточная, Берда). | Вид вне опасности                                |
|                                              | Рыбец                                                                  | Vimba vimba Linnaeus, 1758                                                                          | Полупроходная стайная придонная рыба. Встречается в бассейнах всех крупных рек и в солоноватых лиманах северо-западной части Чёрного и в северной части Азовского морей (самая многочисленная в низовьях Дуная, Днестра, Южного Буга и Днепра). Жилые формы известны в бассейне верхнего Днестра, в некоторых притоках Днепра (Случь, Рось), в его водохранилищах и в Северском Донце. | Вид вне опасности                                |
|                                              | Сибирская плотва                                                       | Rultilus lacustris (Pallas, 1814)                                                                   | Пресноводная рыба, для которой известны так же солоноватоводные мигрирующие популяции. Встречается практически во всех бассейнах рек Чёрного и Азовского морей. Из-за своего внешнего вида её легко спутать с обыкновенной плотвой, подвидом которого ранее и являлась. Борис Левин и др., возвышают вид до видового ранга благодаря приведённому генетическому анализу плотв Восточной Европы, Средней Азии и Сибири. Кроме того, они синонимизируют ранее принятые подвиды плотвы, как тарань и воблу с R. lacustris. | Вид вне опасности                                |
|                                              | Серебряный карась                                                      | Carassius gibelio (Bloch, 1782)                                                                     | Пресноводная рыба. Интродуцированный вид, который был завезён в Европу и в начале XX в. в пруды Львовской и Винницкой областей. Позже его неоднократно завозили на Украину из России и других сопредельных стран. Сейчас встречается в бассейнах практически всех крупных рек, в больших озёрах, водохранилищах. Многочисленная рыба в низовьях Дуная, Днестра, Днепра, Южного Буга. Акклиматизирован в водохранилищах и прудах Крыма. Может представлять собой комплекс нескольких видов а так же их гибридов, согласно генетическому анализу. | Вид не представлен в Международной Красной книге |
|                                              | Синец                                                                  | Ballerus ballerus (Linnaeus, 1758)                                                                  | Пресноводная стайная речная рыба. Вид распространён в бассейнах всех крупных рек и во многих проточных озёрах. Завозился для акклиматизации в Крым (Симферопольское водохранилище). | Вид вне опасности                                |
|                                              | Тарань                                                                 | Rutilus heckelii (Nordmann, 1840)                                                                   | Пресноводная стайная пелагическая рыба, часто образующая солоноводные проходные популяции. Вид распространён во всех реках бассейна Чёрного и Азовского морей. Вероятно, является синонимом Rutilus lacustris. | Вид вне опасности                                |
|                                              | Уклейка                                                                | Alburnus alburnus (Linnaeus, 1758)                                                                  | Пресноводная стайная пелагическая жилая рыба, которая обитает в самых разнообразных биотопах. Встречается в бассейнах почти всех рек, в озёрах, водохранилищах, прудах, выходит в солоноватые воды лиманов, есть на равнинных участках горных рек, вместе с днепровской водой попала в некоторые водоёмы Крыма. | Вид вне опасности                                |
| Фотография усача Валецкого                   | Усач Валецкого                                                         | Barbus waleckii Rolik, 1970                                                                         | Пресноводная рыба. На Украине эта рыба впервые официально была зарегистрирована в 2003 году, хотя встречалась и раньше (в фондовых коллекциях Национального научно-природоведческого музея НАН Украины датируется 1974 и 1976 годами). Встречается только в бассейне верхнего течения Днестра в пределах Львовской области и в некоторых его притоках. | Вид вне опасности                                |
|                                              | Чехонь                                                                 | Pelecus cultratus (Linnaeus, 1758)                                                                  | Пресноводная стайная пелагическая-придонная речная жилая рыба. Распространена в бассейнах всех крупных рек, ранее встречалась в устьевых и приустьевых опресненных участках и лиманах северо-западной части Чёрного и северной части Азовского морей. Отсутствует в Крыму. | Вид вне опасности                                |
|                                              | Черноморская шемая                                                     | Alburnus sarmaticus Freyhof & Kottelat, 2007                                                        | Полупроходная стайная пелагическая-придонная рыба, которая выдерживает разную солёность воды. Вид известен из рек северо-западной части Чёрного моря (от Дуная до Днепра), опресненных приустьевых участков моря и опреснённых лиманов. Сейчас вид практически исчез в бассейнах Дуная и Днестра, стал очень малочисленным в низовьях Южного Буга и Днепра. | Вымирающий вид                                   |
|                                              | Чёрный амур                                                            | Mylopharyngodon piceus (Richardson, 1846)                                                           | Пресноводная рыба. Интродуцированный вид. На Украину завезён в 1950-х годах. Численность на территории страны поддерживается искусственным разведением (природный нерест не отмечен). | Вид вне опасности                                |
|                                              | Язь                                                                    | Leuciscus idus (Linnaeus, 1758)                                                                     | Пресноводная рыба, однако может жить и в солоноватой воде. Встречается в бассейнах практически всех рек, в больших озёрах и водохранилищах, изредка отмечается в лиманах. Отсутствует в Крыму. | Вид вне опасности                                |
| Семейство Чукучановые (Catostomidae)         |                                                                        | | |                                                  |
|                                              | Большеротый буффало                                                    | Ictiobus cyprinellus (Rafinesque, 1819)                                                             | Пресноводная пелагически-придонная стайная рыба. Интродуцированный вид, который был завезён из Северной Америки. Ценная промысловая рыба. Объект прудового хозяйства и пастбищного выращивания в водоёмах-охладителях ГРЭС, АЭС и т. п. | Вид вне опасности                                |
|                                              | Малоротый буффало                                                      | Ictiobus bubalus (Rafinesque, 1818)                                                                 | Пресноводная пелагически-придонная рыба. Интродуцированный вид, который был завезён из Северной Америки. Малораспространённый объект прудового хозяйства на Украине. | Вид вне опасности                                |
|                                              | Чёрный буффало                                                         | Ictiobus niger (Rafinesque, 1819)                                                                   | Пресноводная пелагически-придонная рыба. Интродуцированный вид, который был завезён из Северной Америки. Объект прудового хозяйства и пастбищного выращивания в водоёмах-охладителях ГРЭС, АЭС и т. п. | Вид вне опасности                                |
| Семейство Вьюновые (Cobitidae)               |                                                                        | | |                                                  |
|                                              | Азовская щиповка                                                       | Cobitis tanaitica Bacescu & Mayer, 1969                                                             | Пресноводная рыба. Вид распространён в нижней части бассейнов Дуная и Днестра, а также в Южном Буге и Днепре. | Вид вне опасности                                |
| Фотография балтийской золотистой щиповки     | Балтийская щиповка                                                     | Sabanejewia baltica (Witkowski, 1994)                                                               | Пресноводная рыба. Вид встречается в бассейнах Западного Буга, Днестра, Днепра и Северского Донца (возможно и в Южном Буге), где изредка отмечался как в коренном русле, так и преимущественно в притоках. Распространение вида требует уточнений. | Вид вне опасности                                |
|                                              | Болгарская щиповка                                                     | Sabanejewia bulgarica (Drensky, 1928)                                                               | Пресноводная рыба. Вид встречается в бассейне Дуная, в частности в его низовьях, в бассейнах Прута, Сирет и Тисы. Распространение требует уточнений. | Вид вне опасности                                |
| Фотографии щиповки дунайской                 | Дунайская щиповка                                                      | Cobitis elongatoides Bacescu & Mayer, 1969                                                          | Пресноводная рыба. Распространена в бассейне Дуная. | Вид вне опасности                                |
|                                              | Крымская щиповка                                                       | Cobitis taurica (Vasil'eva, Vasil'ev, Janko, Ráb & Rábová, 2005)                                    | Пресноводная рыба. Первоначально вид описан с Чёрной реки в Крыму возле Севастополя. Распространён в реках Крыма. Позже исследования генетики европейских представителей рода Cobitis показали наличие этого вида в низовьях Днепра и Южного Буга, а также в их лиманах. | Вид на грани исчезновения                        |
|                                              | Обыкновенная щиповка                                                   | Cobitis taenia Linnaeus, 1758                                                                       | Пресноводная рыба. Встречается во всех речных бассейнах (кроме дунайского) преимущественно в их дополнительной системе, во многих водохранилищах, в чистых озёрах и прудах. Распространение вида требует специального изучения. | Вид вне опасности                                |
|                                              | Обыкновенный вьюн                                                      | Misgurnus fossilis (Linnaeus, 1758)                                                                 | Пресноводная рыба. Встречается в бассейнах всех крупных рек, преимущественно в их дополнительной системе, в озёрах, прудах, водохранилищах. Отсутствует в водоёмах Крыма. | Вид вне опасности                                |
| Фотографии щиповки сибирской                 | Сибирская щиповка                                                      | Cobitis melanoleuca Nichols, 1925                                                                   | Пресноводная рыба. Вид распространён только в бассейне Северского Донца, где отмечена как в коренном русле, так и в притоках (река Красная). | Вид вне опасности                                |
| Семейство Балиториевые (Balitoridae)         |                                                                        | | |                                                  |
|                                              | Усатый голец                                                           | Barbatula barbatula (Linnaeus, 1758)                                                                | Пресноводная речная донная рыба, которая обитает преимущественно в местах с проточной, хорошо аэрированной водой. Вид отмечался почти повсеместно, но был многочисленным в северных и западных областях. В последние десятилетия практически исчез в коренном русле таких крупных рек как Южный Буг, Днепр, Северский Донец. | Вид вне опасности                                |
| Отряд Сомообразные (Siluriformes)            |                                                                        | | |                                                  |
| Семейство Кошачьи сомы (Ictaluridae)         |                                                                        | | |                                                  |
|                                              | Американский сомик                                                     | Ameiurus nebulosus (Lesueur, 1819)                                                                  | Пресноводная речная рыба. Интродуцированный вид. Сейчас распространён в озёрах, каналах и прудах Шацкой группы озёр на Волыни и в равнинных пойменных озёрах, старицах, каналах и водохранилищах бассейнов Латорицы и Тисы, отмечен также в реках Уж, Боржави и других реках Закарпатья. В 2017 году обнаружен в бассейне Днестра. | Вид вне опасности                                |
|                                              | Канальный сомик                                                        | Ictalurus punctatus (Linnaeus, 1758)                                                                | Пресноводная речная рыба. Интродуцированный вид. Завезён на Украину в 1972—1973 годах из США (штат Арканзас). Объект разведения и выращивания в замкнутых водоёмах юга Украины и в тёплых водах ТЭЦ, ГРЭС, АЭС. Известны случаи проникновения этой рыбы в природные биоценозы рек. | Вид вне опасности                                |
|                                              | Чёрный сомик                                                           | Ameiurus melas Rafinesque, 1820                                                                     | Пресноводная речная рыба. Инвазивный вид. На Украине может быть найден в реках Закарпатья. | Вид вне опасности                                |
| Семейство Сомовые (Siluridae)                |                                                                        | | |                                                  |
|                                              | Обыкновенный сом                                                       | Silurus glanis Linnaeus, 1758                                                                       | Пресноводная речная рыба. Живёт в бассейнах всех крупных рек. Наиболее многочисленный и чаще всего встречается в низовьях Дуная, Днестра и в бассейне Днепра. Немногочисленный в западных областях, где встречается на равнинных участках горных рек на высоте не более 400 м над уровнем моря. Отсутствует в Крыму. | Вид вне опасности                                |
| Отряд Лососеобразные (Salmoniformes)         |                                                                        | | |                                                  |
| Семейство Лососёвые (Salmonidae)             |                                                                        | | |                                                  |
|                                              | Американская палия                                                     | Salvelinus fontinalis (Mitchill, 1814)                                                              | Пресноводная речная рыба. Интродуцированный вид. В 1960-70-е годы неоднократно завозился с бывшей Чехословакии в горные реки Карпат. На Украине выращивался в основном на Закарпатье. Сведения о широкой натурализации в реках региона отсутствуют, однако по данным 2004 отмечена в реки Турья (левый приток реки Уж). | Вид не представлен в Международной Красной книге |
|                                              | Дунайский лосось                                                       | Hucho hucho (Linnaeus, 1758)                                                                        | Эндемик бассейна Дуная. Пресноводная речная придонная рыба. Распространён на Закарпатье, в частности в бассейне Тисы (среднее и нижнее течение Рики, Теребле, Тересвы до высоты 115 м над уровнем моря) и отмечен в бассейне Прута, (Путила, Белый и Чёрный Черемош). | Вымирающий вид                                   |
|                                              | Европейский хариус                                                     | Thymallus thymallus (Linnaeus, 1758)                                                                | Пресноводная речная рыба. Обитает в бассейне Иксы (в Рике, Тересве, Теребли и др.), на горных участках Днестра и его притоков. | Вид вне опасности                                |
|                                              | Кумжа                                                                  | Salmo trutta Linnaeus, 1758                                                                         | Пресноводная речная рыба. Встречается в бассейне верхнего Днестра, в горных реках и ручьях Крыма и Карпат, отмечен в горных озёрах (Синевир на Закарпатье) и водохранилищах (Белогорское в Крыму). Объект рыборазведения. | Вид вне опасности                                |
|                                              | Пелядь                                                                 | Coregonus peled (Gmelin, 1788)                                                                      | Пресноводная речная рыба. Интродуцированный вид. Объект рыборазведения в фермерских прудовых хозяйствах Львовской области. | Вид вне опасности                                |
|                                              | Радужная форель                                                        | Oncorhynchus mykiss (Walbaum, 1792)                                                                 | Пресноводная речная рыба. Интродуцирован в Европу, а оттуда и в Украину — в карпатские реки в конце XIX века, в Крыму — в 1959 году. Натурализовался во многих водоёмах бассейнов Тисы, Днестра, а также в Крыму. | Вид не представлен в Международной Красной книге |
|                                              | Черноморская кумжа                                                     | Salmo labrax Pallas, 1814                                                                           | Проходная придонная рыба, которая с моря заходит на нерест в реки. Единичными особями встречается в северо-западной части Чёрного моря (чаще в районе дунайского устья), у берегов Крыма (чаще у Севастополя, Карадага, Судака). Отмечен также в Азовском море. | Вид вне опасности                                |
|                                              | Чудской сиг                                                            | Coregonus maraenoides (Berg, 1916)                                                                  | Пресноводная рыба. Интродуцированный вид, который вошёл в состав местной ихтиофауны. Отмечен в озёрах Свитязь и Пулемецкое (возможно есть и в других) Шацкой группы озёр на Волыни. Распространение требует уточнений. | Вид не представлен в Международной Красной книге |
| Отряд Щукообразные (Esociformes)             |                                                                        | | |                                                  |
| Семейство Щуковые (Esocidae)                 |                                                                        | | |                                                  |
|                                              | Щука                                                                   | Esox lucius Linnaeus, 1758                                                                          | Пресноводная рыба. Встречается почти во всех озёрах, реках, водохранилищах. Отсутствует в Крыму и на горных участках рек. | Вид вне опасности                                |
| Семейство Умбровые (Umbridae)                |                                                                        | | |                                                  |
|                                              | Европейская евдошка                                                    | Umbra krameri Walbaum, 1792                                                                         | Пресноводная озёрная донная рыба. Встречается в бассейнах Дуная и Днестра. Многочисленный вид в низовьях Дуная, где распространён практически на большей площади дельты. Известен также в бассейне Тисы (Закарпатье), в частности отмечался вблизи города Береговое («Чёрный мочар») и в пойменных озёрах вблизи Латорицы. В Днестре ранее встречался от Днестровского лимана (местами и в самом лимане) на расстоянии до 100 км. | Уязвимый вид                                     |
| Отряд Трескообразные (Gadiformes)            |                                                                        | | |                                                  |
| Семейство Тресковые (Gadidae)                |                                                                        | | |                                                  |
|                                              | Мерланг                                                                | Merlangius merlangus (Linnaeus, 1758)                                                               | Морская рыба. Встречается от острова Змеиный и придунайского взморья вдоль почти всего черноморского побережья, в Керченском проливе и в юго-западной части Азовского моря. Заходит в лиманы, в опресненные участки моря, отмечался в устьях крупных рек. | Вид вне опасности                                |
|                                              | Налим                                                                  | Lota lota (Linnaeus, 1758)                                                                          | Пресноводная рыба. Встречается преимущественно в дополнительной системе крупных рек, чаще в бассейнах среднего и верхнего Днепра и Днестра. Практически исчез в низовьях Дуная, Днестра, Днепра, в Южном Буге, местами стал очень редким на среднем и верхнем течениях указанных рек и Северского Донца. Отсутствует в Крыму и водоёмах Северного Приазовья. | Вид вне опасности                                |
|                                              | Северная путассу                                                       | Micromesistius poutassou (Risso, 1827)                                                              | Морская рыба. Случайный вид на территории страны. На Украине известен единственный случай вылова этой рыбы в 1999 году рыбаком-любителем в прибрежной зоне Чёрного моря вблизи мыса Айя. Достоверно, эта рыба могла быть случайно завезена в район Севастополя вместе с балластными водами какого-то судна. | Вид вне опасности                                |
|                                              | Средиземноморский трёхусый налим                                       | Gaidropsarus mediterraneus (Linnaeus, 1758)                                                         | Морская донная рыба прибрежной зоны. Встречается от острова Змеиный и придунайского взморья вдоль почти всего черноморского побережья, однако чаще у южных и юго-восточных берегов Крыма. | Вид вне опасности                                |
| Отряд Ошибнеобразные (Ophidiiformes)         |                                                                        | | |                                                  |
| Семейство Ошибневые (Ophidiidae)             |                                                                        | | |                                                  |
|                                              | Обыкновенный ошибень                                                   | Ophidion rochei Müller, 1845                                                                        | Морская рыба. Встречается в Чёрном море преимущественно у берегов Крыма (от Евпатории до Феодосии), изредка отмечается в северо-западной части (придунайское взморье, район мыса Бурнас, Одесский залив, Кинбурнская коса, Тендровский залив). | Вид с неопределённым статусом                    |
| Отряд Удильщикообразные (Lophiiformes)       |                                                                        | | |                                                  |
| Семейство Удильщиковые (Lophiidae)           |                                                                        | | |                                                  |
|                                              | Европейский удильщик                                                   | Lophius piscatorius Linnaeus, 1758                                                                  | Морская рыба. На Украине очень редко встречался единичными особями у берегов Крыма (Севастополь, Карадаг, Феодосия, Керченский пролив). Попадался также и в северо-западной части Чёрного моря (район Одессы). | Вид вне опасности                                |
| Отряд Кефалеобразные (Mugiliformes)          |                                                                        | | |                                                  |
| Семейство Кефалевые (Mugilidae)              |                                                                        | | |                                                  |
|                                              | Губач                                                                  | Chelon labrosus (Risso, 1827)                                                                       | Морская рыба. На Украине изредка отмечается у берегов Крыма. Считается, что эта рыба — средиземноморский мигрант, который заходит в черноморские воды весной и летом, а при похолодании откочевывает в Средиземное море. Впервые зарегистрирован в Балаклавской бухте в октябре 1999 года и за последующие 10 лет регулярно регистрировался возле юго-западного побережья Крыма между мысами Херсонес и Айя. | Вид вне опасности                                |
|                                              | Кефаль-рамада                                                          | Chelon ramada (Risso, 1827)                                                                         | Морская рыба, которая нагуливается в прибрежных участках моря, заходя в заливы, лагуны, опресненные приустьевые и устьевые воды рек, но размножается в море. Отмечалась у берегов Крыма (Севастополь), а также в северо-западной части Чёрного моря (район устья Дуная, 1946—1947 года). В 2006 году 1 особь добыта вблизи Балаклавской бухты. | Вид вне опасности                                |
|                                              | Лобан                                                                  | Mugil cephalus Linnaeus, 1758                                                                       | Морская рыба. В небольшом количестве встречается практически у всех черноморско-азовских берегов, заходит в приморские озёра и лиманы, изредка и в пресные воды. | Вид вне опасности                                |
|                                              | Остронос                                                               | Liza saliens (Risso, 1810)                                                                          | Морская придонно-пелагическая рыба. В Украине встречается в незначительном количестве почти у всех черноморско-азовских берегов. | Вид вне опасности                                |
|                                              | Пиленгас                                                               | Liza haematocheilus (Temminck & Schlegel, 1845)                                                     | Морская рыба. Интродуцированный вид. На Украине этот вид рыб натурализировался и вошёл в состав ихтиофауны Азово-Черноморского бассейна. Впервые её начали завозить на Украину в 1970 году в солоноватые водоёмы Присивашья, в 1972—1978 годах расселяли в лиманах северо-западной части Чёрного моря, но все эти попытки были неудачными. С 1978 в условиях Молочного лимана проводилась работа по созданию маточного стада и отработке биотехники искусственного разведения с помощью гипофизарных инъекций, что позволило в искусственных условиях получить первое потомство (1984). Позже, многочисленное потомство выпускали в природные водоёмы. Сейчас эта рыба встречается вдоль почти всех берегов, в том числе и в лиманах, опреснённых прибрежных озёрах и т. д. Чёрного моря от Дуная до Керченского пролива, а также в бассейне Азовского моря. | Вид не представлен в Международной Красной книге |
|                                              | Сингиль                                                                | Liza aurata (Risso, 1810)                                                                           | Морская придонно-пелагическая рыба. Встречается практически вдоль всех черноморско-азовских берегов, заходит в приморские озёра и лиманы. Молодь отмечалась в низовьях рек. | Вид вне опасности                                |
| Отряд Атеринообразные (Atheriniformes)       |                                                                        | | |                                                  |
| Семейство Атериновые (Atherinidae)           |                                                                        | | |                                                  |
|                                              | Короткорылая атерина                                                   | Atherina hepsetus Linnaeus, 1758                                                                    | Морская пелагическая рыба. Отмечена у берегов Крыма (Севастополь — Феодосия и в Каркинитском заливе), хотя не исключено её находки и в северо-западной части Чёрного моря. | Вид вне опасности                                |
|                                              | Южноевропейская атерина: 1. Коричневая атерина 2. Черноморская атерина | Atherina boyeri Risso, 1810: 1. Atherina bonapartii Boulenger, 1907 2. Atherina pontica Risso, 1810 | Морская пелагическая рыба. 1. Обитает у берегов Крыма (Карадаг), отмечался и в северо-западной части Чёрного моря (Одесса, Днепровско-Бугский лиман). 2. Встречается практически по всему азовскому и черноморскому побережью, в заливах, бухтах и лиманах, в низовьях Днепра, Южного Буга, Днестра и Дуная. В виду широкой пластичности к солености воды также встречается в Каховском, Днепровском и, возможно, в других водохранилищах Днепра. | Вид вне опасности                                |
| Отряд Сарганообразные (Beloniformes)         |                                                                        | | |                                                  |
| Семейство Адрианихтиевые (Adrianichthyidae)  |                                                                        | | |                                                  |
|                                              | Китайская медака                                                       | Oryzias sinensis Y. R. Chen, Uwa & X. L. Chu, 1989                                                  | Пресноводная рыба. Интродуцированный вид. На Украине впервые отмечен 15 июня 2003 года в реке Обиточная (Запорожская область, в черте города Приморск, 2 особи). | Вид вне опасности                                |
| Семейство Саргановые (Belonidae)             |                                                                        | | |                                                  |
|                                              | Европейский сарган                                                     | Belone belone (Linnaeus, 1761)                                                                      | Морская пелагическая рыба. Встречается от острова Змеиный и придунайского взморье практически вдоль всего черноморского побережья, за исключением, Днепровско-Бугского лимана. Также встречается в Керченском проливе и входит в западную и северную части Азовского моря. | Вид вне опасности                                |
| Отряд Карпозубообразные (Cyprinodontiformes) |                                                                        | | |                                                  |
| Семейство Пецилиевые (Poeciliidae)           |                                                                        | | |                                                  |
|                                              | Гамбузия Хольбрука                                                     | Gambusia holbrooki Girard, 1859                                                                     | Пресноводная рыба. Интродуцированный вид. На Украине натурализовался и сейчас встречается в Крыму в бассейне Салгира, в Симферопольском водохранилище, отмечался и в районе Ялты и др. | Вид вне опасности                                |
|                                              | Гуппи                                                                  | Poecilia reticulata Peters, 1859                                                                    | Пресноводная рыба. Интродуцированный вид. Популярный объект аквариумного содержания, природный ареал которого расположен на севере Южной Америки. Вследствие случайных и преднамеренных выпусков эта рыба распространилась во многих участках водоёмов Европы, где имеются сбросы тёплых вод. В пределах Киева гуппи встречается в канале Бортнической станции аэрации. Данная популяция существует уже не менее 35 лет. | Вид не представлен в Международной Красной книге |
| Отряд Солнечникообразные (Zeiformes)         |                                                                        | | |                                                  |
| Семейство Солнечниковые (Zeidae)             |                                                                        | | |                                                  |
|                                              | Обыкновенный солнечник                                                 | Zeus faber Linnaeus, 1758                                                                           | Морская пелагическая рыба. На Украине единичные экземпляры изредка встречались у крымских берегов (Евпатория, Севастополь, Балаклава, Карадаг), отмечен и в северо-западной части Чёрного моря (1956 год — район Одессы, мыс Бурнас). | Вид с неопределённым статусом                    |
| Отряд Иглообразные (Syngnathiformes)         |                                                                        | | |                                                  |
| Семейство Игловые (Syngnathidae)             |                                                                        | | |                                                  |
|                                              | Длиннорылая рыба-игла                                                  | Syngnathus argentatus =Syngnathus typhle (Pallas, 1814)                                             | Встречается вдоль всего побережья Азовского и Чёрного морей, в заливах и лиманах, откуда часто подходит к устьевым участкам рек. | Вид вне опасности                                |
|                                              | Длиннорылый морской конёк                                              | Hippocampus guttulatus (Cuvier, 1829)                                                               | Морская рыба, которая живёт преимущественно в прибрежной зоне открытых участков моря или в заливах, хорошо соединенных с открытым морем. Встречается в неодинаковом количестве в разные годы в западной и южно-западной частях Азовского моря, в Керченском проливе и на запад вдоль всего черноморского побережья до придунайского взморья и острова Змеиного, чаще у берегов Крыма. | Вид с неопределённым статусом                    |
|                                              | Итальянская рыба-игла                                                  | Syngnathus abaster Risso, 1826                                                                      | Морская рыба прибрежной зоны. Самая многочисленная среди других морских игл. Встречается вдоль всех берегов Чёрного и Азовского морей, в лиманах, приустьевых и устьевых участках рек, откуда заходит в связанные с морем водоёмы и реки (низовья Дуная, Днестра, Южного Буг), в Днепре встречается во всех водохранилищах, отмечена в Северском Донце. | Вид вне опасности                                |
|                                              | Морское шило                                                           | Nerophis ophidion (Linnaeus, 1758)                                                                  | Распространён в северо-западной и северной части Азовского моря, в Керченском проливе и дальше на запад вдоль всего черноморского побережья (в основном приурочен к мелководным участкам с зарослями макрофитов), изредка отмечался в устьевой участках Днепра и Днестра. Выдерживает высокую соленость воды (Сиваш). | Вид вне опасности                                |
|                                              | Обыкновенная морская игла                                              | Syngnathus acus Linnaeus, 1758                                                                      | Морская рыба прибрежной зоны. Отмечена у берегов Крыма в верхней части Севастопольской бухты (устьевой участок реки Чёрная) в 2006 и 2009 году. | Вид вне опасности                                |
| Фотография Толсторылой иглы-рыбы             | Толсторылая игла-рыба                                                  | Syngnathus variegatus Pallas, 1814                                                                  | Морская рыба прибрежной зоны. Встречается преимущественно у берегов Крыма, а также в Керченском проливе. Отмечалась и в северо-западной части Чёрного моря (остров Змеиный, придунайское взморье, Одесский, Тендровский, Джарылгачский, Каркинитский залив и другие). | Вид с неопределённым статусом                    |
|                                              | Тонкорылая игла-рыба                                                   | Syngnathus tenuirostris Rathke, 1837                                                                | Морская рыба прибрежной зоны. Встречается в Керченском проливе, у берегов Крыма, в Каркинитском, Тендровском, Ягорлицком и Одесском заливах, отмечен в предустьевых участках Дуная и в Азовском море (Геническ). | Вид с неопределённым статусом                    |
| Фотография черноморской шиповатой рыбы-иглы  | Черноморская шиповатая игла-рыба                                       | Syngnathus schmidti Popov, 1927                                                                     | Морская рыба. В отличие от других видов рода является пелагической — живёт в открытом море, реже в прибрежной части. Встречается вдоль черноморского побережья Крыма и в северо-западной части Чёрного моря (остров Тендра), вид отмечался также в Азовском море (напротив устья реки Кальмиус). | Вид с неопределённым статусом                    |
| Семейство Долгопёровые (Dactylopteridae)     |                                                                        | | |                                                  |
|                                              | Средиземноморский долгопёр                                             | Dactylopterus volitans Linnaeus, 1758                                                               | Морская придонная рыба прибрежных мелководий. На Украине, видимо, случайный вид, который здесь был пойман однажды в сентябре 1979 года в Одесском заливе Чёрного моря. Ещё одна особь была обнаружена в конце июня 2013 года плавающей на поверхности воды у Севастополя в пляжной зоне посёлка Любимовка. | Вид вне опасности                                |
| Отряд Скорпенообразные (Scorpaeniformes)     |                                                                        | | |                                                  |
| Семейство Колюшковые (Gasterosteidae)        |                                                                        | | |                                                  |
|                                              | Малая южная колюшка                                                    | Pungitius platygaster (Kessler, 1859)                                                               | Широко распространён в солоноватых и опресненных участках Чёрного и Азовского морей, в частности, в лиманах (Днестровский, Днепро-Бугский, Молочный и др.), в низовьях и устьевых участках рек (Дунай, Днестр, Южный Буг, Днепр, Лозоватка, Берда и др), и в пресных водах (Западный Буг, бассейн Днепра: Припять, Горынь, Сейм, Супой, Псёл и др.), а также во многих озёрах. | Вид вне опасности                                |
|                                              | Трёхиглая колюшка                                                      | Gasterosteus aculeatus Linnaeus, 1758                                                               | Распространён как в солоноватых водах Чёрного и Азовского морей (в том числе и в лиманах Сасык, Днестровский, Днепро-Бугский, Утлюкский, Молочный и др.) и в низовьях и приустьевых участках рек (Дунай, Днестр, Южный Буг, Днепр, Лозоватка , Обиточная, Берда и др.), в пресноводных водоёмах (в водохранилищах Днепра, в Роси, Суле, Пеле и др., в Северском Донце, Деркуле и др). Обнаружен в Крыму в 2002 году в озере Багайли Сакского района) и в реке Чёрная. | Вид вне опасности                                |
| Семейство Песчанковые (Ammodytidae)          |                                                                        | | |                                                  |
|                                              | Голая песчанка                                                         | Gymnammodytes cicerelus (Rafinesque, 1810)                                                          | Морская рыба. Чаще всего встречается у черноморских берегов Крыма (Севастополь, Карадаг), реже в северо-западной части Чёрного моря (остров Змеиный, Одесский, Тендровский, Джарылгачский залива и др.). | Вид вне опасности                                |
| Семейство Морские дракончики (Trachinidae)   |                                                                        | | |                                                  |
|                                              | Большой морской дракон                                                 | Trachinus draco Linnaeus, 1758                                                                      | Морская рыба. Вид отмечен вдоль почти всего черноморского побережья от придунайского взморья до северной части Керченского пролива включительно. | Вид вне опасности                                |
| Семейство Звездочётовые (Uranoscopidae)      |                                                                        | | |                                                  |
|                                              | Европейский звездочёт                                                  | Uranoscopus scaber Linnaeus, 1758                                                                   | Морская рыба. В небольшом количестве встречается вдоль почти всего черноморского побережья от острова Змеиный и придунайского взморья до Керченского пролива, чаще у берегов Крыма. | Вид вне опасности                                |
| Семейство Скорпеновые (Scorpaenidae)         |                                                                        | | |                                                  |
|                                              | Черноморская скорпена-ёрш                                              | Scorpaena porcus (Linnaeus, 1758)                                                                   | Морская донная рыба. Встречается вдоль всего черноморского побережья, преимущественно у берегов Крыма (Каркинитский залив, Евпатория, Севастополь, Ялта, Карадаг, Феодосия, др.). В северо-западной части встречается довольно редко, в частности отмечалась в районах острова Змеиный и придунайского взморья, в лимане Сасык, в районе мыса Бурнас, в Одесском, Тендровском и Джарылгачском заливах. Вид отмечен в Керченском проливе и в Азовском море (мыс Казантип и остров Бирючий). | Вид вне опасности                                |
| Семейство Тригловые (Triglidae)              |                                                                        | | |                                                  |
|                                              | Морской петух                                                          | Chelidonichthys lucerna (Linnaeus, 1758)                                                            | Морская донная рыба. Встречается вдоль всего черноморского побережья, где наиболее обычна у крымских берегов. Отмечена в придунайском взморье и лимане Сасык, в районе мыса Бурнас, в Одесском заливе, заходила в Березанский и Днепровско-Бугский лиманы. Найдена в Ягорлицком, Тендривском, Джарылгачском и Каркинитском заливах и в Азовском море. | Вид вне опасности                                |
| Семейство Рогатковые (Cottidae)              |                                                                        | | |                                                  |
|                                              | Малоротый подкаменщик                                                  | Cottus microstomus Heckel, 1837                                                                     | Пресноводная донная рыба. На Украине распространён в бассейне Днестра (участки верховья и, преимущественно, правобережные притоки). | Вид вне опасности                                |
|                                              | Обыкновенный подкаменщик                                               | Cottus gobio Linnaeus, 1758                                                                         | Пресноводная донная рыба. Встречается в бассейне Дуная на Закарпатье (бассейны Тисы, Латорицы, Ужа и т. д.). | Вид вне опасности                                |
|                                              | Пёстроногий подкаменщик                                                | Cottus poecilopus Heckel, 1837                                                                      | Пресноводная донная рыба. На Украине вид распространён в бассейне Днестра (участки верховья и, преимущественно, правобережные притоки). | Вид вне опасности                                |
| Отряд Moroniformes                           |                                                                        | | |                                                  |
| Семейство Мороновые (Moronidae)              |                                                                        | | |                                                  |
|                                              | Лаврак                                                                 | Dicentrarchus labrax (Linnaeus, 1758)                                                               | Морская рыба. На Украине встречается очень редко, отмечалась у Севастополя, Карадага и в Керченском проливе, указывалась и для северо-западной части Чёрного моря (район косы Тузлы, Тендровского залива). | Вид вне опасности                                |
|                                              | Полосатый лаврак                                                       | Morone saxatilis (Walbaum, 1792)                                                                    | Интродуцированный вид. Морская рыба. На Украину был заселён из США в 1971 году в Днепровский лиман и низовья Днепра для акклиматизации в Азово-Черноморском бассейне и использования в качестве объекта интенсивного рыбного выращивания. | Вид вне опасности                                |
| Отряд Окунеобразные (Perciformes)            |                                                                        | | |                                                  |
| Семейство Каменные окуни (Serranidae)        |                                                                        | | |                                                  |
|                                              | Каменный окунь-зебра                                                   | Serranus scriba (Linnaeus, 1758)                                                                    | Морская рыба. На Украине изредка встречается вдоль черноморского побережья Крыма, отмечалась и в северо-западной части Чёрного моря (Одесский залив). | Вид вне опасности                                |
|                                              | Каменный окунь-ханос                                                   | Serranus cabrilla (Linnaeus, 1758)                                                                  | Морская рыба. На Украине икра этой рыбы, описания икры и личинок известны с Карадага. Распространение требует изучения. | Вид вне опасности                                |
| Семейство Центрарховые (Centrarchidae)       |                                                                        | | |                                                  |
|                                              | Солнечный окунь                                                        | Lepomis gibbosus (Linnaeus, 1758)                                                                   | Пресноводная рыба. Инвазивный вид. В Европу был завезён как аквариумная рыба. Из прудов, где его разводили, попал в реки. На Украине этот вид обитает в придунайских водоёмах, в низовьях Дуная (здесь известен с 1918 года), откуда проник в низовья Днестра и Днепра, и выходит в Днепровско-Бугский лиман. Отмечен в опресненных участках Чёрного моря, в частности в Дунай-Днестровском междуречье, в Одесском заливе, в вершине Березанского лимана. Известен в бассейне нижнего и среднего течения Днепра, в некоторых его водохранилищах (в частности в Днепровском), притоках и прудах. В конце XX века появился на Закарпатье и нижнем течении Южного Буга. Завезённый во внутренние водоёмы Крыма. | Вид вне опасности                                |
| Семейство Окуневые (Percidae)                |                                                                        | | |                                                  |
| Фотография перкарины азовской                | Азовская перкарина                                                     | Percarina maeotica Kuznetsov, 1840                                                                  | Солоновато-водная стайная придонно-пелагическая рыба Встречается преимущественно в северо-западной и северной частях Азовского моря. | Вид вне опасности                                |
|                                              | Волжский судак                                                         | Sander volgensis (Gmelin, 1789)                                                                     | Ранее отмечался в бассейнах Севкрского Донца, низовьях Днепра, Южного Буга, Днестра и Дуная, в Днепровско-Бугском и Днестровском лиманах и на Закарпатье (Тиса). В конце XX века резко сократил свою численность и ареал. Сейчас в небольшом количестве встречается в Каховском и Днепровском водохранилищах, единичными экземплярами в Днепровско-Бугском лимане и, возможно, в низовьях Дуная и в Тисе. | Вид вне опасности                                |
| Фотография ёрша донского                     | Донской ёрш                                                            | Gymnocephalus acerinus (Gmelin, 1774)                                                               | Пресноводная речная рыба. Встречается в бассейнах Северского Донца, Днепра (преимущественно в больших притоках — Припяти, Десне, Пеле, Ворскле и др.), а также в Днепровском и Кременчугском водохранилищах) и верхнем течении Днестра (чаще в правобережных притоках). | Вид не представлен в Международной Красной книге |
|                                              | Ёрш                                                                    | Gymnocephalus cernuus (Linnaeus, 1758)                                                              | Пресноводная озёрно-речная донная рыба. Встречается в бассейнах практически всех рек (кроме горных участков и водоёмов Крыма), в водохранилищах и озёрах, отмечена в Северо-Крымском канале. | Вид не представлен в Международной Красной книге |
|                                              | Ёрш Балона                                                             | Gymnocephalus baloni Holcík & Hensel, 1974                                                          | Пресноводная речная рыба. Распространение на Украине точно не изучено. Достоверно известен с низовья Дуная и из бассейна Днепра (Десна, Киевское и Кременчугское водохранилища). | Вид вне опасности                                |
|                                              | Малый чоп                                                              | Zingel streber (Siebold, 1863)                                                                      | Пресноводная рыба. Единичными особями встречается только в бассейне Дуная, в частности отмечался в бассейнах Тисы (Закарпатье), Прута (Буковина) и в низовьях самого Дуная. | Вид вне опасности                                |
|                                              | Морской судак                                                          | Sander marinus (Cuvier, 1828)                                                                       | Встречался только в Днепровско-Бугском лимане, откуда заходил в устьевые участки Днепра и Южного Буга. Сведения о наличии в украинских водах начиная с 1960-х годов отсутствовали, что давало основания говорить о его исчезновении. Однако в 2016 году одна особь была выловлена в Днепровско-Бугском лимане. | Вид с неопределённым статусом                    |
|                                              | Обыкновенный судак                                                     | Sander lucioperca (Linnaeus, 1758)                                                                  | Живёт в бассейнах всех крупных рек и в их водохранилищах, отмечался во многих чистых озёрах, в лиманах и опресненных участках Чёрного и Азовского морей. Вид акклиматизировался в водохранилищах Крыма. | Вид вне опасности                                |
|                                              | Обыкновенный чоп                                                       | Zingel zingel (Linnaeus, 1766)                                                                      | Пресноводная рыба. Встречается единичными особями в бассейнах Тисы (Закарпатье), Прута (Буковина), в низовьях Дуная и в бассейне верхнего течения Днестра. | Вид вне опасности                                |
|                                              | Перкарина                                                              | Percarina demidoffii Nordmann, 1840                                                                 | Солоновато-водная придонно-пелагическая рыба. Встречалась в Днепровско-Бугском и Днестровском лиманах, отмечалась в Березанском и Тилигульском лиманах, в низовьях Южного Буга, Днепра (в Каховском и Зеленодольске водохранилищах) и Днестра. В конце XX века появилась в приустьевых и устьевых участках Дуная. | Вид, близкий к уязвимому положению               |
|                                              | Полосатый ёрш                                                          | Gymnocephalus schraetser (Linnaeus, 1758)                                                           | Пресноводная речная рыба. Встречается в коренном русле низовья Дуная и в бассейне Тисы (нижнее, местами среднее течение рек западной части Закарпатья) и в реках Буковины. | Вид вне опасности                                |
|                                              | Речной окунь                                                           | Perca fluviatilis Linnaeus, 1758                                                                    | Пресноводная озёрно-речная рыба. Встречается практически повсеместно, кроме горных участков рек и солёных озёр и лиманов. В конце XX в. вместе с днепровской водой проник в водоемы Крыма. | Вид вне опасности                                |
| Семейство Луфаревые (Pomatomidae)            |                                                                        | | |                                                  |
|                                              | Луфарь                                                                 | Pomatomus saltatrix (Linnaeus, 1766)                                                                | Морская пелагическая рыба. Встречается от острова Змеиный и придунайского взморья вдоль почти всех черноморских берегов, до Керченского пролива и иногда в прилегающих участках Азовского моря. Молодь отмечалась в опресненных придунайских водах, в низовьях Днестра, в Днестровском и Днепровско-Бугском лиманах. | Уязвимый вид                                     |
| Семейство Барабулевые (Mullidae)             |                                                                        | | |                                                  |
|                                              | Обыкновенная султанка                                                  | Mullus barbatus Linnaeus, 1758                                                                      | Морская рыба. В небольшом количестве встречается от острова Змеиный и придунайского взморья вдоль всего черноморского побережья, чаще у берегов Крыма. В Азовском море известен у крымских берегов и северо-западной части, а также Сиваша. | Вид вне опасности                                |
| Семейство Щетинозубые (Chaetodontidae)       |                                                                        | | |                                                  |
|                                              | Белопёрая кабуба                                                       | Heniochus acuminatus (Linnaeus, 1758)                                                               | Морская рыба. На Украине — случайный вид. Известна единственная находка — 1 экземпляр был пойман в Балаклавской бухте (Крым) 27 октября 2003 года. Этот экзотический индо-вестпацифический вид не мог самостоятельно мигрировать в Чёрное море и вероятно был случайно завезён вместе с балластными водами судна, или вылущен в море аквариумистами. | Вид вне опасности                                |
| Семейство Помацентровые (Pomacentridae)      |                                                                        | | |                                                  |
|                                              | Хромис                                                                 | Chromis chromis (Linnaeus, 1758)                                                                    | Морская рыба. Встречается у черноморских берегов Крыма (Балаклава, Севастополь, Карадаг, Феодосия и др.). | Вид вне опасности                                |
| Семейство Серрановые (Serranidae)            |                                                                        | | |                                                  |
|                                              | Зубатый групер                                                         | Epinephelus caninus (Valenciennes, 1834)                                                            | Морская рыба. Одна особь была поймана в апреле 2013 года в прибрежной зоне Юго-Западного Крыма в районе мыса Айя и в живом виде доставлена в демонстрационный Севастопольский аквариум. | Вид с неопределённым статусом                    |
| Отряд Spariformes                            |                                                                        | | |                                                  |
| Семейство Спаровые (Sparidae)                |                                                                        | | |                                                  |
|                                              | Белый сарг                                                             | Diplodus sargus (Linnaeus, 1758)                                                                    | Морская рыба. На Украине известен по экземпляру, который был пойман в районе Севастополя в 1950 году, однако правильность определения вида сомнительна. Найден в выбросах на южном побережье Ягорлыцкого залива в октябре 2008 года. | Вид вне опасности                                |
|                                              | Бопс                                                                   | Boops boops (Linnaeus, 1758)                                                                        | Морская рыба. Отмечен один раз у крымских берегов (Севастопольско-Балаклавский район, 2 экземпляра; икра найдена у берегов Карадага и на расстоянии до 8 морских миль от берега). | Вид вне опасности                                |
|                                              | Землерой атлантический                                                 | Lithognathus mormyrus Linnaeus, 1758                                                                | Морская рыба. Одна особь выловлена промысловой донной ловушкой в прибрежной зоне Юго-Западного Крыма возле мыса Айя в июне 2013 года. Второй экземпляр был пойман там же в октябре 2015 года. | Вид вне опасности                                |
|                                              | Золотистый спар                                                        | Sparus aurata Linnaeus, 1758                                                                        | Морская рыба. На Украине ранее было известно лишь несколько случаев отлова этой рыбы в Чёрном море: у берегов Крыма в 1987 году один экземпляр в верхней части Севастопольской бухты, в 1999 году на выходе из Балаклавской бухты и в Днепровско-Бугском лимане вблизи с. Васильевка. Сейчас данная рыба постоянно ловится в крымских водах вблизи Севастополя от мыса Херсонес до мыса Айя подводными охотниками. В августе 2006 года ожна особь поймана в Азовском море, а в 2008 году — в северо-западной части Чёрного моря (напротив Восточного устья Дуная). | Вид вне опасности                                |
|                                              | Зубан                                                                  | Dentex dentex Linnaeus, 1758                                                                        | Морская рыба. На Украине эта рыба отмечалась в северо-западной части Чёрного моря, в частности в Бурнаском морском районе (1 особь, 1957—1961 года). В 2014 году одна особь была добыта в районе мыса Фиолент. | Уязвимый вид                                     |
|                                              | Красный пагель                                                         | Pagellus erythrinus (Linnaeus, 1758)                                                                | Морская рыба. Согласно литературным данным был отмечен возле Южного берега Крыма в начале XIX века. По указаниям некоторых авторов единичными экземплярами изредка встречается у берегов Крыма, а также в северо-западной части Чёрного моря вблизи мыса Бурнас. | Вид вне опасности                                |
|                                              | Ласкирь                                                                | Diplodus annularis (Linnaeus, 1758)                                                                 | Морская рыба. Встречается вдоль всего побережья Чёрного моря, в Керченском проливе и у западных и северо-западных берегов Азовского моря. Обычно более многочисленный у берегов Крыма. | Вид вне опасности                                |
|                                              | Обычный зубарик                                                        | Diplodus puntazzo Cetti, 1777                                                                       | Морская рыба. Рыба довольно редкая. Отмечается только у черноморских берегов Крыма (Севастополь, Карадаг). | Вид вне опасности                                |
|                                              | Сарпа                                                                  | Sarpa salpa (Linnaeus, 1758)                                                                        | Морская рыба. Вид отмечен впервые в 1998 году в Тендровском заливе и в 1999 году у берегов Крыма в Балаклавской бухте. К настоящему времени вид достиг относительно высокой численности около юго-западного Крыма, а также отмечен возле Южного берега полуострова — мыс Мартьян и горы у Аю-Даг. | Вид вне опасности                                |
|                                              | Спикара                                                                | Spicara flexuosa Rafinesque, 1810                                                                   | Морская рыба. Генетические исследования подтвердили, что Spicara flexuosa является самостоятельным видом, а не синонимом Spicara maena. Чаще всего встречается вдоль черноморских берегов Крыма, реже в северо-западной части Чёрного моря (придунайское взморье, озеро Сасык, Одесса, Ягорлыцкий и Тендровский залива) и в Керченском проливе. Также известен с Азовского моря (Холодная балка). | Вид вне опасности                                |
|                                              | Средиземноморская смарида                                              | Spicara maena (Linnaeus, 1758)                                                                      | Морская рыба. Встречается преимущественно единичными экземплярами вдоль черноморских берегов юго-запада Крыма, иногда с северо-западной части Чёрного моря (придунайское взморье). | Вид вне опасности                                |
| Отряд Собачкообразные (Blenniiformes)        |                                                                        | | |                                                  |
| Семейство Троепёрые (Tripterygiidae)         |                                                                        | | |                                                  |
|                                              | Черноголовый троепёр                                                   | Tripterygion tripteronotus (Risso, 1810)                                                            | Морская донная рыба прибрежной зоны. Распространён около черноморских берегов Крыма (Севастополь, Балаклава, Мшатка). Встречается редко. | Вид вне опасности                                |
| Семейство Собачковые (Blenniidae)            |                                                                        | | |                                                  |
|                                              | Адриатическая морская собачка                                          | Microlipophrys adriaticus (Steindachner & Kolombatovic, 1883)                                       | Морская рыба. Случайный вид в водах Украины. Отмечен только один раз у крымских берегов (Панайотова бухта возле Севастополя, 19.06.1924 года, 2 экземпляра). | Вид вне опасности                                |
|                                              | Длиннощупальцевая морская собачка                                      | Parablennius tentacularis (Brünnich, 1768)                                                          | Морская рыба. На Украине встречается вдоль почти всего черноморского побережья, иногда и на опреснённых участках моря. | Вид вне опасности                                |
|                                              | Зелёная морская собачка                                                | Parablennius incognitus (Bath, 1968)                                                                | Морская рыба. На Украине впервые вид отмечен в 2002 году в Чёрном море в районе Севастополя, а уже в следующем году начал массово встречаться в прибрежных водах на открытых скалистых участках побережья от Севастопольской бухты до мыса Фиолент. К 2013 году распространилась вдоль всего Южного берега Крыма вплоть до мыса Опук. | Вид вне опасности                                |
|                                              | Морская собачка-бабочка                                                | Blennius ocellaris Linnaeus, 1758                                                                   | Морская рыба. Случайный вид в водах Украины — отмечен единожды в Чёрном море — Севастополь, 1904 год. | Вид вне опасности                                |
|                                              | Морская собачка Звонимира                                              | Parablennius zvonimiri (Kolombatovic, 1892)                                                         | Морская рыба. Отмечена у крымских берегов (Каркинитский залив, Ялта, Карадаг, Феодосия), и в северо-западной части Чёрного моря (остров Змеиный, Одесский залив, Филлофорное поле Зернова). | Вид вне опасности                                |
|                                              | Морская собачка-павлин                                                 | Salaria pavo (Risso, 1810)                                                                          | Морская рыба. В Чёрном море не многочисленная, встречается только у каменистых берегов Крыма. Переносит опреснённую воду (в районе Севастополя обнаружена в устьевой части реки Чёрной). Также вид известен у острова Змеиный. | Вид вне опасности                                |
|                                              | Морская собачка-сфинкс                                                 | Aidablennius sphynx Valenciennes, 1836                                                              | Морская рыба. Встречается преимущественно вдоль черноморских берегов Крыма (Севастополь, Ялта, Карадаг, Феодосия, др.). Отмечен в северо-западной части Чёрного моря (районы острова Змеиный, Бугаза и Одесского залива). | Вид вне опасности                                |
|                                              | Обыкновенная морская собачка                                           | Parablennius sanguinolentus (Pallas, 1814)                                                          | Морская рыба. Встречается вдоль почти всего черноморского побережья от острова Змеиный и придунайского взморья до Керченского пролива, иногда на отдельных опресненных участках (низовья Дуная, Будакский лиман, др.). Чаще встречается у крымских берегов (Евпатория, Севастополь, Ялта, Феодосия и пр.). | Вид вне опасности                                |
|                                              | Хохлатая морская собачка                                               | Coryphoblennius galerita (Linnaeus, 1758)                                                           | Морская рыба. Встречается вдоль черноморского побережья Крыма (Севастополь, Ялта, Феодосия, др.). Отмечен в северо-западной части Чёрного моря (районы острова Змеиный, Филлофорное поле Зернова). | Вид вне опасности                                |
| Отряд Ставридообразные (Carangiformes)       |                                                                        | | |                                                  |
| Семейство Ставридовые (Carangidae)           |                                                                        | | |                                                  |
|                                              | Обыкновенная ставрида                                                  | Trachurus trachurus Linnaeus, 1758                                                                  | Морская пелагическая рыба. На Украине очень редко, единичными экземплярами, отмечалась у берегов Крыма, а также в северо-западной части Чёрного моря, в частности южнее устья Дуная. | Уязвимый вид                                     |
|                                              | Рыба-лоцман                                                            | Naucrates ductor (Linnaeus, 1758)                                                                   | Морская пелагическая рыба. Совершает далёкие миграции. На Украине — случайный вид: достоверно известна единственная поимка одного экземпляра в 1870-х годах в Чёрном море на рейде Одессы. | Вид вне опасности                                |
|                                              | Черноморская ставрида                                                  | Trachurus mediterraneus Aleev, 1956                                                                 | Морская пелагическая рыба. Встречается практически вдоль всех берегов Чёрного моря, Керченском проливе и реже — в южно-западной части Азовского моря. | Вид вне опасности                                |
| Отряд Acanthuriformes                        |                                                                        | | |                                                  |
| Семейство Горбылёвые (Sciaenidae)            |                                                                        | | |                                                  |
|                                              | Светлая умбрина                                                        | Umbrina cirrosa (Linnaeus, 1758)                                                                    | Морская рыба. Изредка встречается вдоль всех черноморских берегов (Бугаз, Одесса, Одесский залив, Ярылгачская бухта, Каркинитский залив, Евпатория, Севастополь, Карадаг, Феодосия и далее до Керченского пролива), чаще у берегов Крыма. Отмечался в Днепровско-Бугском лимане во время его временного осолоненния (сентябрь — октябрь 1955 года), в водах Черноморского заповедника и у Бердянской косы в Азовском море. | Уязвимый вид                                     |
|                                              | Чёрный горбыль                                                         | Sciaena umbra (Linnaeus, 1758)                                                                      | Морская рыба. Встречается преимущественно у берегов Крыма от Евпатории до Феодосии, значительно реже отмечался в северо-западной части Чёрного моря, в Керченском проливе и прилегающих к нему участках Азовского моря. | Вид, близкий к уязвимому положению               |
| Семейство Хирурговые (Acanthuridae)          |                                                                        | | |                                                  |
|                                              | Западноафриканский хирург                                              | Acanthurus monroviae Steindachner, 1876                                                             | Морская рыба. Случайный вид. Один экземпляр был пойман в 2018 году в районе Балаклавы (Чёрное море, Крым). | Вид вне опасности                                |
| Отряд Губанообразные (Lаbriformes)           |                                                                        | | |                                                  |
| Семейство Губановые (Labridae)               |                                                                        | | |                                                  |
|                                              | Глазчатая зеленушка                                                    | Symphodus ocellatus Forsskål, 1775                                                                  | Морская рыба. Встречается вдоль западного и северо-западного побережья Азовского моря от Керченского пролива до Утлюкского лимана и Бердянской косы и практически вдоль всего черноморского побережья от Змеиный и придунайского взморья до Керченского пролива, известен из озера Сасык. | Вид вне опасности                                |
|                                              | Гребенчатый губан                                                      | Ctenolabrus rupestris Linnaeus, 1758                                                                | Морская рыба. Встречается единично у черноморских берегов Крыма от Севастополя до Феодосии. Молодь отмечалась западнее Каркинитского залива. Икра найдена в этом же заливе, известна также с Филлофорного поля Зернова, из районов Джарылгач, Тендры, Одесской и Днестровской банки и придунайского взморья. | Вид вне опасности                                |
|                                              | Зеленушка                                                              | Symphodus tinca Linnaeus, 1758                                                                      | Морская рыба. Встречается преимущественно у черноморских берегов Крыма (Карадаг, Севастополь, Евпатория, Черноморское), в районе острова Джарылгач, а также отмечен с северо-западной части Чёрного моря, в том числе и в придунайском взморье и озере Сасык. | Вид вне опасности                                |
|                                              | Зеленушка-перепёлка                                                    | Symphodus roissali (Risso, 1810)                                                                    | Морская рыба. На Украине чаще встречается вдоль черноморских берегов Крыма, реже в северо-западной части Чёрного моря (известен с придунайского взморья, из районов Волчок, Бурнас, Бугаз, Санжейка, Черноморка, Большой Фонтан, Одесский и Каркинитский залив). | Вид вне опасности                                |
|                                              | Зеленушка-рябчик                                                       | Symphodus cinereus Bonnaterre, 1788                                                                 | Морская рыба. Встречается вдоль всего черноморского побережья от острова Змеиный и придунайского взморья до Керченского пролива. | Вид вне опасности                                |
|                                              | Зелёный губан                                                          | Labrus viridis Linnaeus, 1758                                                                       | Морская рыба. Встречается только у черноморских берегов Крыма (Севастополь, Балаклава, Карадаг и др.). | Уязвимый вид                                     |
|                                              | Носатая зеленушка                                                      | Symphodus rostratus (Bloch, 1791)                                                                   | Морская рыба. Вид отмечен только у черноморских берегов Крыма (Севастополь, Карадаг). | Вид вне опасности                                |
| Отряд Присоскообразные (Gobiesociformes)     |                                                                        | | |                                                  |
| Семейство Присосковые (Gobiesocidae)         |                                                                        | | |                                                  |
| Фотография малоротой присоски                | Малоголовая присоска                                                   | Apletodon dentatus (Facciola, 1887)                                                                 | Морская рыба. Впервые обнаружена возле берегов Крыма в 2013 году. На 2017 год достоверно установлено обитание вида в некоторых бухтах и прибрежной зоне Севастополя, а также у берегов полуострова Тарханкут. | Вид вне опасности                                |
|                                              | Обыкновенная рыба-присоска                                             | Lepadogaster lepadogaster (Bonnaterre, 1788)                                                        | Морская рыба. Достаточно редкая и малочисленная рыба. Встречается у крымских берегов (Севастополь, Ялта, Карадаг, Феодосия, др.). Отмечена и в северо-западной части Чёрного моря (остров Змеиный). | Вид вне опасности                                |
|                                              | Пятнистая присоска                                                     | Diplecogaster bimaculata (Bonnaterre, 1788)                                                         | Морская рыба. Встречается преимущественно у берегов Крыма (Севастополь, Карадаг, Феодосия и др.). Отмечалась в Керченском проливе и в северо-западной части Чёрного моря (остров Змеиный, придунайское взморье), в Одесском, Ягорлицком, Тендровском, Джарылгачском и Каркинитском заливах, у заказника Филлофорное поле Зернова. | Вид вне опасности                                |
|                                              | Толсторылая присоска                                                   | Lepadogaster candolii Risso, 1810                                                                   | Морская рыба. Встречается у крымских берегов (Севастополь, Карадаг, Феодосия и др.), в северо-западной части Чёрного моря (район острова Змеиный). Икра известна из района заказника Филлофорного поля Зернова. | Вид вне опасности                                |
| Отряд Callionymiformes                       |                                                                        | | |                                                  |
| Семейство Лировые (Callionymidae)            |                                                                        | | |                                                  |
|                                              | Бурая пескарка                                                         | Callionymus pusillus Delaroche, 1809                                                                | Морская рыба. Встречается преимущественно у черноморских берегов Крыма (Севастополь, Карадаг, Судак и др.). Отмечалась также в северо-западной части с районе мыса Бурнас и Бугаза, Одесского залива. | Вид вне опасности                                |
|                                              | Серая пескарка                                                         | Callionymus risso Le Sueur, 1814                                                                    | Морская рыба. Встречается вдоль черноморского побережья Крыма (Керченский пролив — Карадаг) и дальше на запад, в частности отмечалась у заказника Филлофорное поле Зернова, вдоль песчаного побережья по линии остров Джарылгач — остров Тендра и в Одесском заливе. | Вид вне опасности                                |
| Отряд Gobiiformes                            |                                                                        | | |                                                  |
| Семейство Одонтобутовые (Odontobutidae)      |                                                                        | | |                                                  |
|                                              | Ротан                                                                  | Perccottus glenii Dybowski, 1877                                                                    | Пресноводная рыба. Инвазивный вид. Встречается с конца 1970-х, когда попал в водоёмы западной Украины вместе с рыбами-фитофагами. Позже был занесён в бассейн реки Латорица на Закарпатье. Затем распространился бассейном верхнего Днестра, Прута и Днепра. В последние годы отмечен в нижнем Дунае в районе Вилково, а также найден в бассейне Южного Буга, в реке Горный Тикич. В 2018 году найден в бассейне реки Хорол в Полтавской области. | Вид не представлен в Международной Красной книге |
| Семейство Бычковые (Gobiidae)                |                                                                        | | |                                                  |
|                                              | Азовская пуголовка                                                     | Benthophilus magistri Iljin, 1927                                                                   | Известен с Кривой косы и центральной части Таганрогского залива в Азовском море по находкам 1973 года. | Вид вне опасности                                |
|                                              | Афия                                                                   | Aphia minuta (Risso, 1810)                                                                          | Встречается в морских и солоноватых водах. Встречается в северо-западной части Чёрного моря (остров Змеиный, придунайское взморье, мыс Бурнас, Одесский и Тендровский заливы, Филлофорное поле Зернова и т. д.), вдоль берегов Крыма (Каркинитский залив, Севастополь, Ялта, Карадаг) и в юго-западной части Азовского моря (мыс Казантип). | Вид не представлен в Международной Красной книге |
|                                              | Бычок Браунера                                                         | Benthophiloides brauneri Beling & Iljin, 1927                                                       | Морская донная рыба. Известен из естуарных и устьевых участков рек северо-западной части Чёрного моря (Бугский лиман у Николаева, Днепровский лиман и его опреснённые участки, Днепр до Каховки и верхняя часть Днепровского водохранилища), отмечен в Одесском и Тендровском заливах. Два экземпляра были обнаружены в июле 2007 года в Казантипском заливе Азовского моря у берегов Керченского полуострова. | Вид с неопределённым статусом                    |
|                                              | Бычок-бубырь                                                           | Knipowitschia caucasica (Berg, 1916)                                                                | Морская донная рыба. Встречается в северо-западной части Чёрного моря (преимущественно в лиманах, в частности в Бугском, Березанском и др.), отмечен у мыса Бурнас и Бугаза, в Ягорлицком и Тендровском заливах и т. д.; в Азовском море, в частности в северо-западной и северной его частях (Геническ, Сиваш). Найден в Днепровском водохранилище и в верхнем течении Северского Донца. | Вид вне опасности                                |
|                                              | Бычок Букчича                                                          | Gobius bucchichi Steindachner, 1870                                                                 | Морская рыба. На Украине известен только из западной части черноморского побережья Крыма (район мыса Тарханкут, Севастополь). | Вид вне опасности                                |
|                                              | Бычок-гонец                                                            | Babka gymnotrachelus (Kessler, 1857)                                                                | Пресноводно-солоноватоводная рыба. Обитает вдоль всех опреснённых прибрежных участков Чёрного моря от Дуная до Днепра и в его лиманах, а также в бассейнах Дуная, Днестра, Южного Буга, Днепра и Северского Донца, отмечался в Ягорлицком, Тендровском и Каркинитском заливах, у Карадага и Керчи. Обитает в Азовском море и его лиманах, а также в устьевых участках и, частично, на нижнем течении рек Северного Приазовья, известен из некоторым рек Крыма. | Вид вне опасности                                |
|                                              | Бычок-губан                                                            | Ponticola platyrostris (Pallas, 1814)                                                               | Морская донная рыба. Встречается преимущественно у юго-восточных берегов Крыма от Ялты и Карадага до Керченского пролива включительно, отмечен и у мыса Тарханкут (с. Оленевка). Распространение требует изучения. | Вид вне опасности                                |
|                                              | Бычок-зебра                                                            | Zebrus zebrus (Risso, 1827)                                                                         | У берегов Крыма обнаружен в Севастопольской бухте на мидийных коллекторах, установленных у входного мола, где присутствовал начиная с 2009—2013 года. В последующие годы обнаружен в Стрелецкой и Мартыновой бухтах Севастополя. Вид натурализовался в районе Крыма. | Вид вне опасности                                |
|                                              | Бычок Кауча                                                            | Gobius couchi Miller & El-Tawil, 1974                                                               | Морская рыба. В Чёрном море впервые обнаружен у берегов Крыма в 2016 году в двух севастопольских бухтах — Казачьей и Карантинной. | Вид вне опасности                                |
|                                              | Бычок Кесслера                                                         | Ponticola kessleri (Günther, 1861)                                                                  | Пресноводно-солоноватоводная рыба. Вид отмечен только в бассейне северо-западной части Чёрного моря, в низовьях Дуная и в придунайских озёрах (Китай, Катлабух, Ялпух, Кагул и др.), в Днестре до впадения Збруча и Быстрицы, на опресненных участках Одесского залива, в Березанском и Днепровско-Бугском лиманах, в Южном Буге и в некоторых его притоках (Синюха), в Днепре, где распространился вплоть до Киевского водохранилища. В Крыму впервые был обнаружен в 2007 году в низовьях реки Альма. | Вид вне опасности                                |
|                                              | Бычок-кнут                                                             | Mesogobius batrachocephalus (Pallas, 1814)                                                          | Морская, частично пресноводная рыба. Встречается вдоль всех берегов Чёрного моря от острова Змеиный и Дунаю к Керченскому проливу, а также в западной и северной частях Азовского моря. Встречается в приустьевых и устьевых участках Дуная, в Днестровском, Березанском, Днепровско-Бугском и Молочном лиманах, в Южном Буге и его притоке реке Мертвовод, на нижнем течении Днепра почти до Запорожья (Каховское, Днепровское водохранилища). Найден возле Киева, а также отмечен в низовьях рек Берда и Обиточная. | Вид вне опасности                                |
|                                              | Бычок-кругляк                                                          | Neogobius melanostomus (Pallas, 1814)                                                               | Солоноватоводная рыба. Встречается вдоль всего побережья Чёрного (остров Змеиный и Придунайского взморье до Керченского пролива) и Азовского морей, во всех заливах, лиманах и приморских озёрах, а также в устьевых участках рек бассейнов этих морей (Дунай и придунайские озёра, Днестр, Южный Буг, Днепр, Обиточная и др.), откуда поднимается в среднее и верхнее течение, заходит в притоки, где постепенно входит в состав местной ихтиофауны (в Днестре отмечен в устье Серета, в Южном Буге выше Винницы и в его притоках Мертвовод, Синюха; в Днепре выше Киева, в Северском Донце выше Изюма и в его притоках реках Айдар, Деркул, Большая Каменка), а также в низовьях крымских рек (река Чёрная). | Вид вне опасности                                |
|                                              | Бычок-кругляш                                                          | Gobius cobitis (Pallas, 1814)                                                                       | Морская рыба. Встречается преимущественно вдоль черноморского побережья Крыма (Севастополь, Карадаг и др.). Отмечен в северо-западной части Чёрного моря (остров Змеиный). | Вид вне опасности                                |
|                                              | Бычок Миллера                                                          | Millerigobius macrocephalus (Kolombatovic, 1891)                                                    | Морская рыба. Впервые найден в Чёрном море у Крымских берегов (Севастопольская бухта) в апреле 2009 года. В Севастопольской бухте образовал самостоятельную локальную популяцию. Мог быть занесён в Чёрное море на подводной части корпусов судов, обросших двустворчатыми моллюсками и другими гидробионтами, либо с балластными водами. | Вид вне опасности                                |
|                                              | Бычок-паганель                                                         | Gobius paganellus Linnaeus, 1758                                                                    | Морская рыба. Встречается вдоль черноморских берегов Крыма (Севастополь, Карадаг), но не отмечен в северо-западной части Чёрного моря (придунайское взморье) и не указывался для Азовского моря. | Вид вне опасности                                |
|                                              | Бычок-песочник                                                         | Neogobius fluviatilis (Pallas, 1814)                                                                | Пресноводно-солоноватоводная рыба. Обитает вдоль всех опреснённых прибрежных участков Чёрного моря от Дуная до Днепра и в его лиманах, а также в бассейнах Дуная, Днестра, Южного Буга, Днепра и Северского Донца, отмечался в Ягорлицком, Тендровском и Каркинитском заливах, у Карадага и Керчи. Живёт в Азовском море и его лиманах, а также в устьевых участках и, частично, на нижнем течении рек Северного Приазовья, известен из некоторым рек Крыма. | Вид вне опасности                                |
|                                              | Бычок-ротан                                                            | Ponticola ratan (Nordmann, 1840)                                                                    | Солоноватоводная рыба. Встречается вдоль побережья северо-западной части Чёрного моря (остров Змеиный и от Одесского залива до Каркинитского залива), Крыма (от Карадага до Керчи), а также в лиманах Березанском, Бугском, где отмечен в низовьях Южного Буга, Днепровском лимане, из которого входит в низовья Днепра (в Каховском водохранилище образовал локальную форму) и в районе Керченского пролива, и вдоль юго-западного (мыс Казантип) и северного (Молочный лиман, Бердянская коса) берегов Азовского моря. | Вид вне опасности                                |
| Фотография бычка-рыжика                      | Бычок-рыжик                                                            | Ponticola eurycephalus (Kessler, 1874)                                                              | Морская донная рыба. Ранее считалось что вид встречается вдоль черноморского побережья северо-западной части Чёрного моря от Дуная до Днепра, вероятно и к берегам Крыма (Карадаг), а также в Керченском проливе и в Азовском море, однако более новые исследования ограничивают его ареал берегами Крыма и восточной частью Чёрного моря, в том числе Азовским морем . | Вид вне опасности                                |
|                                              | Бычок-сурман                                                           | Ponticola cephalargoides (Pinchuk, 1976)                                                            | Солоноватоводная рыба. Обитает вдоль берегов Чёрного моря от районов Дуная, Днестра, Одессы (известен с Одесского залива, Днестровской банки, Березанского лимана) до Керченского пролива включительно (известен у Севастополя и Карадага), а также в юго-западной части Азовского моря (мыс Казантип) и изредка отмечался вдоль северных берегов последнего (Бердянск, коса Обиточная). | Вид вне опасности                                |
|                                              | Бычок-травяник                                                         | Zosterisessor ophiocephalus (Pallas, 1814)                                                          | Морская рыба. Встречается вдоль всего черноморского побережья от приустьевых участков Дуная до Керченского пролива включительно (известен в оз’рах Сасык, Бурнас, в лиманах: Будакском, Хаджибейском, Днестровском, Березанском, Днепровско-Бугском и др.; в заливах: Ягорлицкий, Тендровском и др., у берегов Крыма (Каркинитский залив, Севастополь, Карадаг, Феодосия, Керчь и др.), а также в северной и северо-западной частях Азовского мор (Молочный лиман, Бердянская коса, Обиточный залив, Сиваш и др.). | Вид вне опасности                                |
|                                              | Бычок-ширман                                                           | Ponticola syrman (Nordmann, 1840)                                                                   | Солоноватоводная, частично пресноводная рыба. Обитает в прибрежной зоне Чёрного моря на участках с невысокой солёностью или с заметным опреснением воды, преимущественно в северо-западной части, где встречается от Дуная до Тендровского залива, а также в лиманах (Днестровском, Березанскому, Днепровско-Бугском и др.), в приустьевых участках и низовьях рек Дуная, Днестра, Южного Буга, Днепра), отмечен у берегов Крыма (Карадаг, Керчь и др.), а также по всей акватории Азовского моря, где известен как из лиманов, так и с низин рек. | Вид вне опасности                                |
|                                              | Бычок Штейница                                                         | Gammogobius steinitzi (Bath, 1971)                                                                  | На Украине впервые найден в 2009—2011 годах при исследовании подводных морских пещер полуострова Тарханкут (Крым, урочище «Малый Атлеш», морские карстовые пещеры) в Чёрном море. Донный морской вид, обитающий в сумеречной зоне на боковых вертикальных поверхностях или сводах потолка морских пещер. Предполагается, что он может обитать и в других подводных пещерах Чёрного моря, имеющих аналогичное строение. | Вид вне опасности                                |
|                                              | Бычок-цуцик                                                            | Proterorhinus marmoratus (Pallas, 1814)                                                             | Морская рыба. Встречается в прибрежной мелководной, конечно опресненной зон Чёрного моря в районе Севастополя, откуда он и был описан. Распространение вид требует специального изучения и уточнения. | Вид вне опасности                                |
|                                              | Длиннохвостый бычок Книповича                                          | Knipowitschia longicaudata (Berg, 1916)                                                             | Морская пелагических донная рыба прибрежных вод. Встречался в северо-западной части Чёрного моря, в частности в низовьях Дуная и в придунайских водоёмах (Кагул, др.), в приднестровском взморье (Санджейка), в Днепровско-Бугском лимане, откуда заходил в Южный Буг (село Себино — село Пески) и в Днепре (отмечен у Каменского, а также возле Киева), в Ягорлицком, Тендровском и Джарылгачском заливах, в Керченском проливе и Азовском море (Казантип, Геническ, Молочный лиман, Бердянская коса, устье реки Обиточная и др.). | Вид не представлен в Международной Красной книге |
|                                              | Донская пуголовка                                                      | Benthophilus durrelli Boldyrev et Bogutskaya, 2004                                                  | На Украине распространение (как и морфологические особенности и биология) вида требует специального изучения. Предполагается, что этот бычок может встречаться в Северском Донце, где раньше, в 1930-е годы и позже, отмечался, возможно, под названием Benthophilus stellatus. Кроме этого 1 экземпляр с низовья Дуная и 2 экземпляра из Днепра возле Киева, как и рыбы с болгарского участка Дуная по ряду признаков сходными с рыбами из бассейна Азовского моря. | Вид вне опасности                                |
|                                              | Западный бычок-рыжик                                                   | Ponticola odessicus (Pinchuk, 1977)                                                                 | Морская и солоноватоводная бентопелагическая рыба. На протяжении долгого времени рассматривался как подвид, а потом как и как синоним Ponticola eurycephalus. В последнее время, на основе генетического анализа, был выделен как отдельный вид с ареалом обитания от северо-западного побережья Чёрного моря (Болгария, Румыния) до Днепровского лимана на восток. Отдельная особь была выловлена у берегов Крыма. Вид был так же обнаружен в солоноватых водах Дуная и Днестра. | Вид не представлен в Международной Красной книге |
|                                              | Западный тупоносый бычок                                               | Proterorhinus semilunaris (Heckel, 1837)                                                            | В течение определённого времени рассматривался как младший синоним бычка Proterorhinus marmoratus (Pallas, 1814), но был выделен в отдельный вид на основании молекулярного анализа. Соленоводно-пресноводная жилая донная рыба. Ареал захватывает, по крайней мере, верхнее и среднее течение Северского Донца, обнаружен в верховьях притоков Южного Буга — Ингуле и Сугоклее в Кировограде, а также в Харьковской области в левых притоках Днепра — Мерле и Орели, в Печенежском водохранилище, в основном русле верхнего и среднего течения Северского Донца до самой границы с Донецкой областью и в низовьях Оскола. В Дунае от дельты до устья Моравы, Придунайских озёрах, Пруте до Ясс. Обитает в бассейне Днестра. В Днепре встречается до реки Трубеж.                                                                                            | Вид вне опасности                                |
| Фотография звёздчатой пуголовки              | Звёздчатая пуголовка                                                   | Benthophilus stellatus (Sauvage, 1874)                                                              | Морская донная рыба. Встречается вдоль всех черноморских берегов от приустьевых участков Дуная до Керченского пролива включительно (известен в озёрах Сасык, Бурнас, лиманах Будакском, Хаджибейском, Днестровском, Березанском Днепровско-Бугском и др., в Ягорлицком, Тендровском и других заливах, у берегов Крыма (Каркинитский залив, Севастополь, Карадаг, Феодосия, Керчь и др.), а также в северной и северо-западной частях Азовского мор (Молочный лиман, Бердянская коса, Обиточный залив, Сиваш и др.). | Вид вне опасности                                |
|                                              | Зебровый хромогобиус                                                   | Chromogobius zebratus (Kolombatović, 1891)                                                          | На Украине впервые зарегистрирован в Чёрном море в подводной карстовой пещере «Тарзанка» Тарханкутского полуострова в районе Малого Атлеша в августе 2013 года. В Чёрном море обнаружен в сумеречной зоне подводных пещер. | Вид вне опасности                                |
|                                              | Золотистый бычок                                                       | Gobius xanthocephalus Heymer & Zander, 1992                                                         | Морская рыба. Впервые в Чёрном море 6 экземпляров этого вида выловлены у Севастополя в 1967 году и были определены как Cabotia schmidti. Позднее в литературе вид упоминался под названиями Gobius auratus, Gobius strictus, Gobius fallax Sarato, 1889. В последующие годы он был внесён в Красную книгу Украины (1994) под названием Gobius auratus. Известен с юго-западной части черноморского побережья Крыма (Севастополь, в частности бухты Омега и Карантинная) и Тарханкутского полуострова. Небольшое группировки этой рыбы отмечены вблизи Севастополя в бухте Казачьей. В настоящее время довольно обычный, но не многочисленный вид в прибрежной зоне юго-западного Крыма от мыса Толстый до мыса Фиолент, а также возле мыса Тарханкут. | Вид вне опасности                                |
|                                              | Каспийско-азовский бычок-цуцик                                         | Proterorhinus nasalis (De Filippi, 1863)                                                            | Морская донная рыба. На Украине встречается в прибрежной мелководной, опреснённой зоне Азовского моря, в частности известен из Молочного лимана, Обиточной и Бердянской косы, указывался для Сиваша. Ареал вида на Украине нуждается в уточнении. | Вид вне опасности                                |
| Рисунок каспиосомы                           | Каспиосома                                                             | Caspiosoma caspium (Kessler, 1877)                                                                  | Морская донная рыба. Отмечен в северо-западной части Чёрного моря, в частности в естуарных зонах Днестра, Днепра, в Днестровском, Березанском и Днепровско-Бугском лиманах, в Днепре поднялась до Новой Каховки, в Южном Буге у Николаева. В Азовском море в украинских водах не найден, хотя обитает в устье Дона. | Вид вне опасности                                |
|                                              | Красноротый бычок                                                      | Gobius cruentatus Gmelin, 1789                                                                      | Морская рыба. Впервые зарегистрирован в Чёрном море в 2002 году у Севастополя (Мартынова бухта). К настоящему времени вид распространён вдоль побережья юго-западного Крыма от Балаклавской бухты до мыса Толстый. | Вид вне опасности                                |
|                                              | Леопардовый лысун                                                      | Pomatoschistus marmoratus (Risso, 1810)                                                             | Встречается в морских и солоноватых водах. Обитает вдоль всех черноморских берегов, в лиманах и прибережных солёных и солоноватых озёрах, отмечен в устье Южного Буга, а также вдоль почти всех берегов Азовского моря, в частности известен из Молочного лимана и Сиваша. | Вид вне опасности                                |
|                                              | Лысун Бата                                                             | Pomatoschistus bathi (Miller, 1982)                                                                 | Морская придонная рыба. Заходит в солоноватые воды эстуариев. Отмечен в Чёрном море у Крымских берегов в 2008 году (Казачья бухта) и в 2009 году (Стрелецкая бухт) в районе Севастополя. В прибрежной зоне Крыма сформировалась самовоспроизводящаяся популяция этого вида. Обнаружен в бухтах Севастополя и вдоль южного берега Крыма от мыса Сарыч до мыса Толстый с начала 2000-х годов. К настоящему времени массовый вид в бухтах Севастополя, Донузлава, у Тарханкутского полуострова. Вид также обитает вдоль южного берега Крыма (обнаружен в 2013 году в акватории Карадагского природного заповедника). | Вид не представлен в Международной Красной книге |
|                                              | Малый бычок-бубырь                                                     | Pomatoschistus minutus (Pallas, 1770)                                                               | Встречается в морских и солоноватых водах. Обитает вдоль почти всех черноморских берегов от придунайского взморья до Керченского пролива (исключая опреснённые лиманы северо-западной части), а также на отдельных участках Азовского моря. | Вид вне опасности                                |
|                                              | Полосатый трёхзубый бычок                                              | Tridentiger trigonocephalus (Gill, 1859)                                                            | Встречается в пресных, солоноватых и морских солёных водах. Впервые найден в 2006 году в верхней части Севастопольской бухты в эстуарной зоне впадающей в неё реки Чёрная, а в последующие годы обнаружен и в других участках бухты. Наиболее вероятной причиной вселения вида является интродукция, так как в 1981 году более 20 экземпляров бычков были привезены из дальневосточного залива Посьета Японского моря (Россия, Приморский край) в Севастопольский аквариум, но не соответствовали экспозиционным требованиям и все были выпущены в Севастопольскую бухту, что и послужили основой для формирования локальной популяции. Сейчас этот вид отмечен на различных участках Севастопольской бухты. | Вид не представлен в Международной Красной книге |
|                                              | Черноморская пуголовка                                                 | Benthophilus nudus (Sauvage, 1874)                                                                  | На Украине кроме лиманов (Днестровский, Березанский, Днепровско-Бугский и т. д.) северо-западной части Чёрного моря известен из Тендровского залива и озёр устья Дуная (Китай, Катлабух, Кагул и др.). В реках распространился довольно далеко вверх от устьев, отмечен в Днестре до Бендер, в Южном Буге к Александровки, в водохранилищах Днепра, в том числе у Киева, в устье Десны, в Ингульце до Снигирёвки. Распространение требует уточнений. | Вид вне опасности                                |
|                                              | Чернореченский тупоносый бычок                                         | Proterorhinus tataricus Freyhof & Naseka, 2007                                                      | На Украине описан из реки Чёрная (Крым). Жила донная рыба, которая встречается на различных мелководных прибрежных участках реки Чёрная на протяжении около 25 км от устья. Предпочитает места с замедленным течением или без него, песчано-илистым или несколько заиленным грунтом и подводной растительностью. | Вид на грани исчезновения                        |
|                                              | Четырёхполосый хромогобиус                                             | Chromogobius quadrivittatus (Steindachner, 1863)                                                    | На Украине впервые найден в 2012 году при исследовании подводных морских пещер полуострова Тарханкут (Крым) в Чёрном море. В 2015 и 2016 годах несколько десятков особей найдены в бухте Казачьей. Данный вид является исключительно малочисленным в Чёрном море. | Вид вне опасности                                |
|                                              | Чёрный бычок                                                           | Gobius niger Linnaeus, 1758                                                                         | Морская рыба. Встречается от острова Змеиный и приустьевых участков Дуная (известный также из лимана Сасык) до Тендривского и Джарылгачского заливов, а также у берегов Крыма (Каркинитский залив, Севастополь, Карадаг, Керчь, Керченский пролив), отмечен и в юго-западной части Азовского моря (мыс Казантип). | Вид вне опасности                                |
| Отряд Скумбриеобразные (Scombriformes)       |                                                                        | | |                                                  |
| Семейство Барракудовые (Sphyraenidae)        |                                                                        | | |                                                  |
|                                              | Красная барракуда                                                      | Sphyraena pinguis Günther, 1874                                                                     | Морская рыба. В водах Украины — случайный вид. Известен из Балаклавской бухты (Чёрное море, Крым), где 2 неполовозрелых особи были пойманы 20 августа 1999 года. Вероятно, они могли быть завезены в район Севастополя вместе с балластными водами какого-то судна. | Вид не представлен в Международной Красной книге |
|                                              | Сфирена                                                                | Sphyraena sphyraena (Linnaeus, 1758)                                                                | Морская рыба. Вид отмечался у крымских берегов (Балаклава 1905 год — 1 особь; Севастополь 1950 год — 1 особь) и в сев.-зап. части Чёрного моря (в 1945—1946 годах неоднократно встречался в районе Одессы). В 2007 году 2 особи этой рыбы снова поймали в районе Севастополя (на выходе из Стрелецкой бухты и в Балаклавской бухте). | Вид вне опасности                                |
| Семейство Скумбриевые (Scombridae)           |                                                                        | | |                                                  |
|                                              | Атлантическая пеламида                                                 | Sarda sarda (Bloch, 1793)                                                                           | Морская рыба. Ранее вид был известен вдоль всех черноморских берегов от придунайского взморья до Керченского пролива, отмечался в Азовском море. В последние 20-25 лет встречается крайне редко. | Вид вне опасности                                |
|                                              | Атлантическая скумбрия                                                 | Scomber scombrus (Linnaeus, 1758                                                                    | Морская рыба. Ранее вид был известен вдоль всего черноморского побережья от придунайского взморья до Керченского пролива, отмечался в Азовском море. С конца XX века в dодах страны вид отмечается немногочисленными стайками. | Вид вне опасности                                |
|                                              | Обыкновенный тунец                                                     | Thunnus thynnus (Linnaeus, 1758)                                                                    | Морская рыба. В водах Украины ранее был известен вдоль черноморских берегов от Одессы до Феодосии, отмечался в Керченском проливе и в Азовском море. Последние 35-40 лет у берегов страны не регистрируется. | Вымирающий вид                                   |
|                                              | Японская скумбрия                                                      | Scomber japonicus (Houttuyn, 1782)                                                                  | Морская рыба. В водах страны это случайный вид, который известен только с северо-западной части Чёрного моря (1954 год, район с. Черноморка под Одессой, 1 особь). | Вид вне опасности                                |
| Семейство Мечерылые (Xiphiidae)              |                                                                        | | |                                                  |
|                                              | Меч-рыба                                                               | Xiphias gladius Linnaeus, 1758                                                                      | Морская рыба. В водах страны встречалась очень редко единичными экземплярами. Отмечалась в северо-западной части Чёрного моря (вблизи острова Березань в 1952 году 1 особь, вблизи Тендры в 1956 году 1 особь), у западных берегов Крыма (район Тарханкута в 1951, 1952, 1956 годах) и далее на восток (Севастополь, Алушта, Карадаг, Феодосия), заходила и в Азовское море. По одной икринке этой рыбы отловлено около Севастополя и Карадага. Начиная с последнего десятилетия XX века фактически не регистрировалась в водах страны. | Вид вне опасности                                |
| Отряд Камбалообразные (Pleuronectiformes)    |                                                                        | | |                                                  |
| Семейство Калкановые (Scophthalmidae)        |                                                                        | | |                                                  |
|                                              | Азовский калкан                                                        | Scophthalmus torosa (Rathke, 1837)                                                                  | Морская рыба. Многими исследователями рассматривается в ранге подвида Scophthalmus maeoticus. Встречается в Азовском море: преимущественно у западных и северных берегов (у кос Обиточной, Бердянской и Белосарайской) и реже — вдоль восточных берегов (у Арабатской стрелки, Казантипа и Ачуевской косы). | Вид не представлен в Международной Красной книге |
|                                              | Гладкий ромб                                                           | Scophthalmus rhombus (Linnaeus, 1758)                                                               | Морская рыба. Видимо, случайный вид, поскольку ранее отмечался только у побережья Крыма (Феодосия 1877 год, 2 особи; Карадаг 1946 год, 2 особи). | Вид вне опасности                                |
|                                              | Черноморский калкан                                                    | Scophthalmus maeoticus (Pallas, 1814)                                                               | Морская рыба. Встречается вдоль всего черноморского побережья от острова Змеиный и придунайского взморья до Керченского пролива включительно, а также в юго-западной части Азовского моря. Отмечался в приустьевых участках Дуная, Днестра и Днепра и очень редко в северной части Азовского моря. | Вид не представлен в Международной Красной книге |
| Семейство Ромбовые (Bothidae)                |                                                                        | | |                                                  |
| Рисунок камбалы Кесслера                     | Камбала Кесслера                                                       | Arnoglossus kessleri (Schmidt, 1915)                                                                | Морская рыба. Отмечается в Чёрном море вдоль юго-западного и юго-восточных берегов Крыма (Евпатория, Севастополь, Феодосия и др.). Численность малая. В отдельные годы встречаются одиночные особи. | Вид с неопределённым статусом                    |
| Семейство Камбаловые (Pleuronectidae)        |                                                                        | | |                                                  |
|                                              | Речная камбала                                                         | Platichthys flesus (Linnaeus, 1758)                                                                 | Встречается вдоль всех черноморских берегов от острова Змеиный и придунайского взморья до Керченского пролива включительно, в том числе и в лиманах, отмечался в низовьях Днестра и Южного Буга. В Азовском море встречается преимущественно в северо-западной части, в Сиваше и некоторых лиманах. | Вид вне опасности                                |
| Семейство Солеевые (Soleidae)                |                                                                        | | |                                                  |
|                                              | Европейская солея                                                      | Solea solea (Linnaeus, 1758)                                                                        | Встречается вдоль всего черноморского побережья от острова Змеиный и придунайского взморья до Керченского пролива включительно, а также в прилегающих солоноватых лиманах. Отмечен в Днепровском лимане и перед устьями Дуная. В Азовском море известен в северной и северо-западной частях, в частности у Обиточной и Бердянской косы, в Молочном лимане и других. | Вид с неопределённым статусом                    |
| Отряд Иглобрюхообразные (Tetraodontiformes)  |                                                                        | | |                                                  |
| Семейство Спинороговые (Balistidae)          |                                                                        | | |                                                  |
|                                              | Серый спинорог                                                         | Balistes capriscus Gmelin, 1789                                                                     | Морская рыба. На Украине это случайный вид: в 1920-е годы одна особь отмечена в Стрелецкой бухте Севастополя и у Балаклавы. Самка была пойман в январе 1967 году в Чёрном море (Крым, Севастопольская бухта). | Уязвимый вид                                     |
| Семейство Иглобрюховые (Tetraodontidae)      |                                                                        | | |                                                  |
|                                              | Серебристый иглобрюх                                                   | Lagocephalus sceleratus (Gmelin, 1789)                                                              | Морская рыба. На Украине это случайный вид. В ноябре 2014 года два экземпляра были пойман у берегов Крыма — один в Старосеверной бухте (Севастополь), второй — у входа в Южную бухту Севастополя в районе Графской пристани. | Вид вне опасности                                |

## Комментарии
1. ↑  Бо́льшая часть Крымского полуострова с 2014 года является объектом территориальных разногласий между Россией, контролирующей спорную территорию, и Украиной, в пределах признанных большинством государств — членов ООН границ которой спорная территория находится. Согласно федеративному устройству России, на спорной территории Крыма располагаются субъекты Российской Федерации — Республика Крым и город федерального значения Севастополь. Согласно административному делению Украины, на спорной территории Крыма располагаются регионы Украины — Автономная Республика Крым и город со специальным статусом Севастополь.
2. 1 2  В монографии Мовчан (2011) автор выделяет этот вид, считающийся большинством исследователей синонимом Atherina boyeri, на основании ряда признаков (особенности морфологии, окраски, биологии).
3. 1 2  Подвид Atherina boyeri pontica Risso, 1810 ряд исследователей рассматривает в качестве самостоятельного вида[125]